# Nissan Skyline
Der Nissan Skyline, anfangs Thunderbird Skyline, ist ein Fahrzeug der Mittelklasse von Nissan und wird seit 1957 produziert.
In Deutschland war der Skyline ab 1973 zunächst in den Karosserievarianten Limousine und Coupé (bis 1975) als Datsun LDK-GT 121 erhältlich. Ab dem Modellwechsel 1978 wurde er ausschließlich als Coupé unter der Bezeichnung Datsun Skyline bis 1981 verkauft.

## Modellhistorie
Der Skyline wurde ursprünglich von dem unabhängigen japanischen Hersteller Prince konzipiert und gebaut und kam mit der Übernahme von Prince durch Nissan in das Nissan-Programm. Während der Konzern seine kleineren Modelle bis 1983 unter dem Markennamen Datsun anbot, trugen der Skyline und einige andere Modelle des Konzerns (Nissan Gloria, Nissan President) stets den Markennamen Nissan.
Die ersten Modelle waren einfache Alltags-Limousinen für jedermann. 1969 wurde erstmals eine Sportversion namens Skyline 2000 GT-R vorgestellt (in Baureihe C10), 1971 folgte dessen Coupé-Version. Beide wurden von einem 118 kW (160 PS) starken Sechszylinder-Saugmotor mit zwei Liter Hubraum angetrieben. Das Aussehen des 1972 vorgestellten Nachfolgers (C110) erinnerte an amerikanische Muscle-Cars dieser Zeit. Als Folge der Ölkrise gab es für den GT-R jedoch fast keine Käufer, so dass Nissan bereits wenige Monate später die Produktion dieses Modells einstellte. Danach präsentierte Nissan etwa alle vier Jahre eine neue Skyline-Generation, stets mit Hinterradantrieb und lange Zeit mit den typischen vier runden Heckleuchten versehen. Ende der 1980er-Jahre erlebte der GT-R als leistungsstarkes Skyline-Spitzenmodell mit Allradantrieb sein Comeback.

### Typ ALSI-1

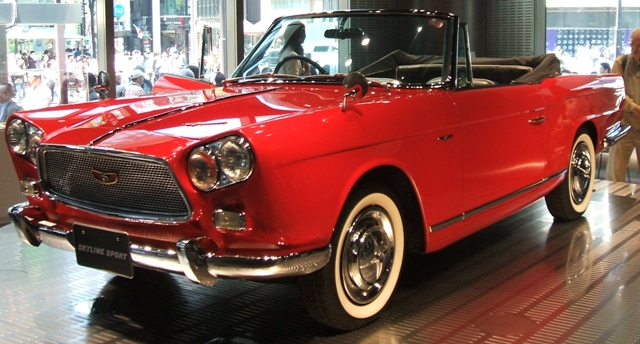
Prince Skyline Sport mit Michelotti-Karosserie

Im April 1957 präsentierte Prince die Skyline, eine viertürige Limousine mit 1,5-Liter-Vierzylindermotor mit hängenden Ventilen und einer Leistung von 60 PS in Basis- und Deluxe-Version; der Modellcode lautete ALSI-1. Im Februar 1958 zeigte Prince den vom Skyline abgeleiteten Gloria mit 83 PS. Ab Oktober 1958 wurde die Leistung des kleineren Vierzylinders auf 70 PS erhöht. Ab Februar 1959 trug die Deluxe-Version Doppelscheinwerfer, ab Oktober auch das Basismodell. Im Herbst 1959 zeigte der italienische Karossier Michelotti ein Skyline Coupé, das in der Folge in geringen Stückzahlen in Serie gefertigt wurde. Ab Herbst 1961 ergänzte der Skyline 1900 in Basis- und Deluxe-Version das Modellprogramm, ab April 1962 war der Skyline Sport, der als erster japanischer Sportwagen gilt, als Coupé und Cabriolet erhältlich. Der Sport kostete 185.000, die Deluxe-Limousine 120.000 Yen. Im September 1962 wurde der Skyline Super mit 1,9-Liter-Vierzylinder vorgestellt, der maximal 67 kW (91 PS) abgeben konnte. Vom ersten Skyline entstanden insgesamt 33.759 Exemplare.
Auf Basis des Skyline produzierte Prince auch Kombi-, Kleintransporter- und Pick-up-Versionen unter der Bezeichnung Prince Skyway.

#### Technische Daten
| Prince Skyline:                  | 1.5                                                                    | 1.9                                                                    | 1.9 Super                                                              | Sport                                                                  |
| -------------------------------- | ---------------------------------------------------------------------- | ---------------------------------------------------------------------- | ---------------------------------------------------------------------- | ---------------------------------------------------------------------- |
| Motor:                           | 4-Zylinder-Reihenmotor (Viertakt)                                      | 4-Zylinder-Reihenmotor (Viertakt)                                      | 4-Zylinder-Reihenmotor (Viertakt)                                      | 4-Zylinder-Reihenmotor (Viertakt)                                      |
| Hubraum:                         | 1484 cm³                                                               | 1862 cm³                                                               | 1862 cm³                                                               | 1862 cm³                                                               |
| Bohrung × Hub:                   | 75 × 84 mm                                                             | 84 × 84 mm                                                             | 84 × 84 mm                                                             | 84 × 84 mm                                                             |
| Leistung bei 1/min:              | 54 kW (74 SAE-PS) bei 4800                                             | 62 kW (84 SAE-PS) bei 4800                                             | 71 kW (96 SAE-PS) bei 5000                                             | 74 kW (100 SAE-PS) bei 5000                                            |
| Max. Drehmoment bei 1/min:       | 118 Nm bei 3600                                                        | 147 Nm bei 3200                                                        | 153 Nm bei 3600                                                        | 160 Nm bei 3600                                                        |
| Verdichtung:                     | 8,3:1                                                                  | 8,5:1                                                                  | 8,5:1                                                                  | 8,5:1                                                                  |
| Gemischaufbereitung:             | 1 Fallstrom-Doppelvergaser                                             | 1 Fallstrom-Doppelvergaser                                             | 1 Fallstrom-Doppelvergaser                                             | 1 Fallstrom-Doppelvergaser                                             |
| Ventilsteuerung:                 | hängende Ventile, Kipphebel, seitliche Nockenwelle, Antrieb über Kette | hängende Ventile, Kipphebel, seitliche Nockenwelle, Antrieb über Kette | hängende Ventile, Kipphebel, seitliche Nockenwelle, Antrieb über Kette | hängende Ventile, Kipphebel, seitliche Nockenwelle, Antrieb über Kette |
| Kühlung:                         | Wasserkühlung                                                          | Wasserkühlung                                                          | Wasserkühlung                                                          | Wasserkühlung                                                          |
| Getriebe:                        | 3- oder 4-Gang-Getriebe Hinterradantrieb                               | 3- oder 4-Gang-Getriebe Hinterradantrieb                               | 3- oder 4-Gang-Getriebe Hinterradantrieb                               | 4-Gang-Getriebe Hinterradantrieb                                       |
| Radaufhängung vorn:              | je zwei ungleich lange Querlenker, Schraubenfedern                     | je zwei ungleich lange Querlenker, Schraubenfedern                     | je zwei ungleich lange Querlenker, Schraubenfedern                     | je zwei ungleich lange Querlenker, Schraubenfedern                     |
| Radaufhängung hinten:            | De-Dion-Achse, halbelliptische Blattfedern                             | De-Dion-Achse, halbelliptische Blattfedern                             | De-Dion-Achse, halbelliptische Blattfedern                             | De-Dion-Achse, halbelliptische Blattfedern                             |
| Bremsen:                         | Trommelbremsen rundum                                                  | Trommelbremsen rundum                                                  | Trommelbremsen rundum                                                  | Trommelbremsen rundum                                                  |
| Lenkung:                         | Schneckenlenkung                                                       | Schneckenlenkung                                                       | Schneckenlenkung                                                       | Schneckenlenkung                                                       |
| Karosserie:                      | Stahlblech, halbselbsttragend, auf Plattformrahmen                     | Stahlblech, halbselbsttragend, auf Plattformrahmen                     | Stahlblech, halbselbsttragend, auf Plattformrahmen                     | Stahlblech, halbselbsttragend, auf Plattformrahmen                     |
| Spurweite vorn/hinten:           | 1350/1380 mm                                                           | 1350/1380 mm                                                           | 1350/1380 mm                                                           | 1340/1370 mm                                                           |
| Radstand:                        | 2535 mm                                                                | 2535 mm                                                                | 2535 mm                                                                | 2535 mm                                                                |
| Abmessungen:                     | 4360 × 1675 × 1480 mm                                                  | 4360 × 1675 × 1480 mm                                                  | 4475 × 1680 × 1535 mm                                                  | 4650 × 1695 × 1385 mm                                                  |
| Leergewicht:                     | 1300–1330 kg                                                           | 1315–1350 kg                                                           | 1340–1365                                                              | 1365 kg                                                                |
| Höchstgeschwindigkeit:           | 130 km/h                                                               | 135 km/h                                                               | 140 km/h                                                               | 150 km/h                                                               |
| 0–100 km/h:                      | n. a.                                                                  | n. a.                                                                  | n. a.                                                                  | n. a.                                                                  |
| Verbrauch (Liter/100 Kilometer): | 9,1 N                                                                  | 10,5 N                                                                 | 8–10 N                                                                 | 8–10 N                                                                 |

### Typ S50
Im September 1963 erschien ein gänzlich neuer Skyline als viertürige Limousine und Kombi mit 1,5-Liter-Vierzylindermotor und selbsttragender Karosserie. Im Folgemonat wurde der Skyline 1900 Sprint, ein zweitüriges Coupé, vorgestellt.
Für die Teilnahme am 2. Japanischen GT-Grand Prix im Mai 1964 entwickelte Prince eine Skyline-Variante mit dem stärkeren Zwei-Liter-Reihensechszylinder des Gloria Super 6; dafür musste der Vorderwagen des Skyline um 20 Zentimeter verlängert werden. 100 Exemplare dieses ersten Rennsport-Skyline wurden zu Homologationszwecken hergestellt. Im Grand Prix selbst mussten sich die Skyline zwar einem Porsche 904 geschlagen geben, belegten aber die Plätze zwei bis sechs.
Nach der Fusion mit Nissan im August 1966 wurde der Skyline unter dem Markennamen Nissan Prince Skyline verkauft. Im Oktober 1966 erhielt der Skyline ein Facelift mit geändertem Kühlergrill; ab August 1967 wurde ein neuer Vierzylinder mit 88 PS eingebaut. Ein 2000 GT kostete damals 86.000 Yen.
Vom Skyline der zweiten Generation wurden insgesamt 114.238 Stück gefertigt.

#### Technische Daten
| Prince Skyline:                  | 1500                                               | 2000 GT-A                                                                                      | 2000 GT-B                                                                                      |
| -------------------------------- | -------------------------------------------------- | ---------------------------------------------------------------------------------------------- | ---------------------------------------------------------------------------------------------- |
| Motor:                           | 4-Zylinder-Reihenmotor (Viertakt)                  | 6-Zylinder-Reihenmotor (Viertakt)                                                              | 6-Zylinder-Reihenmotor (Viertakt)                                                              |
| Hubraum:                         | 1484 cm³                                           | 1988 cm³                                                                                       | 1988 cm³                                                                                       |
| Bohrung × Hub:                   | 75 × 84 mm                                         | 75 × 75 mm                                                                                     | 75 × 75 mm                                                                                     |
| Leistung bei 1/min:              | 54 kW (74 SAE-PS) bei 4800                         | 79 kW (107 SAE-PS) bei 5400                                                                    | 94 kW (129 SAE-PS) bei 5800                                                                    |
| Max. Drehmoment bei 1/min:       | 112 Nm bei 3600                                    | 157 Nm bei 3800                                                                                | 167 Nm bei 4400                                                                                |
| Verdichtung:                     | 8,3:1                                              | 8,8:1                                                                                          | 9,3:1                                                                                          |
| Gemischaufbereitung:             | 1 Fallstromvergaser                                | 1 Fallstromvergaser                                                                            | 3 Horizontalvergaser Weber 40DCOE                                                              |
| Ventilsteuerung:                 | seitliche Nockenwelle, Antrieb über Kette          | Obenliegende Nockenwelle, Antrieb über Kette                                                   | Obenliegende Nockenwelle, Antrieb über Kette                                                   |
| Kühlung:                         | Wasserkühlung                                      | Wasserkühlung                                                                                  | Wasserkühlung                                                                                  |
| Getriebe:                        | 3- oder 4-Gang-Getriebe Hinterradantrieb           | 4-Gang-Getriebe Hinterradantrieb                                                               | 5-Gang-Getriebe Hinterradantrieb                                                               |
| Radaufhängung vorn:              | je zwei ungleich lange Querlenker, Schraubenfedern | je zwei ungleich lange Querlenker, Schraubenfedern                                             | je zwei ungleich lange Querlenker, Schraubenfedern                                             |
| Radaufhängung hinten:            | Starrachse, halbelliptische Blattfedern            | Starrachse, halbelliptische Blattfedern                                                        | Starrachse, halbelliptische Blattfedern                                                        |
| Bremsen:                         | Trommelbremsen rundum                              | Scheibenbremsen vorne (Durchmesser 24,6 cm), Trommelbremsen hinten, a. W. Bremskraftverstärker | Scheibenbremsen vorne (Durchmesser 24,6 cm), Trommelbremsen hinten, a. W. Bremskraftverstärker |
| Lenkung:                         | Kugelumlauflenkung                                 | Kugelumlauflenkung                                                                             | Kugelumlauflenkung                                                                             |
| Karosserie:                      | Stahlblech, selbsttragend                          | Stahlblech, selbsttragend                                                                      | Stahlblech, selbsttragend                                                                      |
| Spurweite vorn/hinten:           | 1255/1235 mm                                       | 1265/1255 mm                                                                                   | 1265/1255 mm                                                                                   |
| Radstand:                        | 2390 mm                                            | 2590 mm                                                                                        | 2590 mm                                                                                        |
| Abmessungen:                     | 4100 × 1495 × 1425 mm                              | 4235 × 1495 × 1410 mm                                                                          | 4235 × 1495 × 1410 mm                                                                          |
| Leergewicht:                     | 945–1035 kg                                        | 1055 kg                                                                                        | 1105 kg                                                                                        |
| Höchstgeschwindigkeit:           | 135–140 km/h                                       | 170 km/h                                                                                       | 180 km/h                                                                                       |
| 0–100 km/h:                      | n. a.                                              | n. a.                                                                                          | n. a.                                                                                          |
| Verbrauch (Liter/100 Kilometer): | 8–10 N                                             | 10–12 S                                                                                        | 10–12 S                                                                                        |

### Typ C10
Im August 1968 präsentierte Nissan den Skyline der dritten Generation, wiederum mit 1,5-Liter-Reihenvierzylindermotor. Den Skyline 1500 gab es als Family Deluxe mit vorderer Dreier-Sitzbank und Dreiganggetriebe mit Lenkradschaltung oder als Touring Deluxe mit Einzelsitzen, Vierganggetriebe und Mittelschaltung. Im Oktober 1968 erschien der neue Skyline GT mit Zwei-Liter-Reihensechszylinder mit obenliegender Nockenwelle und hinterer Schräglenkerhinterachse (die Basisversion hatte eine Starrachse).
Ebenfalls im Oktober 1968 zeigte Nissan auf der Tokyo Motor Show den ersten Skyline GT-R als Studie, der im folgenden Februar des folgenden Jahres unter der Typnummer PGC10 in Serie ging, angetrieben von einem Reihensechszylinder mit zwei obenliegenden Nockenwellen und 118 kW (160 PS).
Zum gleichen Zeitpunkt ging der Skyline GT in Serie, den man an der für spätere Skyline-Generationen typischen Ziersicke im Bereich der hinteren Kotflügel erkannte; ferner wurden für den Skyline neue 1,8-Liter-Vierzylinder lieferbar. Im Oktober 1969 folgte ein Facelift, der Kühlergrill war von da an einteilig ausgeführt. Ab Oktober 1970 war ein zweitüriges Hardtop-Coupé auf einem um 70 mm verkürzten Radstand in den Versionen 1800, 2000 GT und 2000 GT-R erhältlich.
Vom Skyline der dritten Generation entstanden insgesamt 310.447 Exemplare, darunter 1945 GT-R.

#### Technische Daten
| Nissan Skyline:                  | 1500                                                                 | 1800                                                                 | 2000 GT                                                              | 2000 GT-R                                                            |
| -------------------------------- | -------------------------------------------------------------------- | -------------------------------------------------------------------- | -------------------------------------------------------------------- | -------------------------------------------------------------------- |
| Motor:                           | 4-Zylinder-Reihenmotor (Viertakt)                                    | 4-Zylinder-Reihenmotor (Viertakt)                                    | 6-Zylinder-Reihenmotor (Viertakt)                                    | 6-Zylinder-Reihenmotor (Viertakt)                                    |
| Hubraum:                         | 1483 cm³                                                             | 1815 cm³                                                             | 1998 cm³                                                             | 1989 cm³                                                             |
| Bohrung × Hub:                   | 82 × 70,2 mm                                                         | 85 × 80 mm                                                           | 78 × 69,7 mm                                                         | 82 × 62,8 mm                                                         |
| Leistung bei 1/min:              | 65 kW (88 SAE-PS) bei 6000                                           | 74 kW (100 SAE-PS) bei 5600                                          | 88 kW (120 SAE-PS) bei 6000                                          | 118 kW (160 SAE-PS) bei 7000                                         |
| Max. Drehmoment bei 1/min:       | 120 Nm bei 4000                                                      | 147 Nm bei 3600                                                      | 167 Nm bei 4000                                                      | 176 Nm bei 5600                                                      |
| Verdichtung:                     | 8,5:1                                                                | 8,3:1                                                                | 9,0:1                                                                | 9,5:1                                                                |
| Gemischaufbereitung:             | 1 Fallstrom-Doppelvergaser                                           | 1 Fallstrom-Doppelvergaser                                           | 1 Fallstrom-Doppelvergaser                                           | 3 Horizontalvergaser Mikuni                                          |
| Ventilsteuerung:                 | Obenliegende Nockenwelle, Antrieb über Kette                         | Obenliegende Nockenwelle, Antrieb über Kette                         | Obenliegende Nockenwelle, Antrieb über Kette                         | 4 Ventile pro Zylinder, DOHC, Antrieb über Kette                     |
| Kühlung:                         | Wasserkühlung                                                        | Wasserkühlung                                                        | Wasserkühlung                                                        | Wasserkühlung                                                        |
| Getriebe:                        | 3- oder 4-Gang-Getriebe a. W. Dreigangautomatik Hinterradantrieb     | 3- oder 4-Gang-Getriebe a. W. Dreigangautomatik Hinterradantrieb     | 4-Gang-Getriebe a. W. Dreigangautomatik Hinterradantrieb             | 5-Gang-Getriebe Hinterradantrieb                                     |
| Radaufhängung vorn:              | Dreieckslenker oben, Querlenker mit Zugstrebe unten, Schraubenfedern | Dreieckslenker oben, Querlenker mit Zugstrebe unten, Schraubenfedern | Dreieckslenker oben, Querlenker mit Zugstrebe unten, Schraubenfedern | Dreieckslenker oben, Querlenker mit Zugstrebe unten, Schraubenfedern |
| Radaufhängung hinten:            | Starrachse, halbelliptische Blattfedern                              | Starrachse, halbelliptische Blattfedern                              | Starrachse, halbelliptische Blattfedern                              | Starrachse, halbelliptische Blattfedern                              |
| Bremsen:                         | Trommelbremsen rundum DeLuxe mit vorderen Scheibenbremsen            | Scheibenbremsen vorne, Trommelbremsen hinten, Bremskraftverstärker   | Scheibenbremsen vorne, Trommelbremsen hinten, Bremskraftverstärker   | Scheibenbremsen vorne, Trommelbremsen hinten, Bremskraftverstärker   |
| Lenkung:                         | Kugelumlauflenkung                                                   | Kugelumlauflenkung                                                   | Kugelumlauflenkung                                                   | Kugelumlauflenkung                                                   |
| Karosserie:                      | Stahlblech, selbsttragend                                            | Stahlblech, selbsttragend                                            | Stahlblech, selbsttragend                                            | Stahlblech, selbsttragend                                            |
| Spurweite vorn/hinten:           | 1325/1320 mm                                                         | 1325/1320 mm                                                         | 1325/1320 mm                                                         | 1370/1365 mm                                                         |
| Radstand:                        | Lim./Kombi: 2490 Coupé: 2420 mm                                      | Lim./Kombi: 2490 Coupé: 2420 mm                                      | Lim.: 2640 mm Coupé: 2570 mm                                         | 2570 mm                                                              |
| Abmessungen:                     | 4200 (Coupé: 4135) × 1595 × 1405 mm                                  | 4200 (Coupé: 4135) × 1595 × 1405 mm                                  | 4400 (Coupé: 4330) × 1595 × 1390 mm                                  | 4330 × 1665 × 1370 mm                                                |
| Leergewicht:                     | 935–1040 kg                                                          | 965–1035 kg                                                          | 1080–1090 kg                                                         | 1100 kg                                                              |
| Höchstgeschwindigkeit:           | 150–160 km/h                                                         | 165 km/h                                                             | 175 km/h                                                             | 200 km/h                                                             |
| 0–100 km/h:                      | n. a.                                                                | n. a.                                                                | n. a.                                                                | 9,8 s                                                                |
| Verbrauch (Liter/100 Kilometer): | ca. 10 N                                                             | ca. 10 N                                                             | n. a.                                                                | n. a.                                                                |

### Typ C110
Im September 1972 wurde der Skyline der vierten Generation lieferbar. Angeboten wurden viertürige Limousine, zweitüriges Hardtop-Coupé und Kombi/Lieferwagen. An Limousinen und Coupés mit Sechszylinder waren Radstand und Vorderwagen verlängert. Die Zierkante an den hinteren Kotflügeln war im Design stark betont, und die Sechszylinder-Version GC110 war der erste Skyline mit den typischen vier runden Heckleuchten. Es waren Reihenvierzylindermotoren mit obenliegender Nockenwelle mit 1,6, 1,8 oder 2 Litern Hubraum lieferbar, ferner im GT ein Zwei-Liter-Reihensechszylinder; das Exportmodell Datsun 240K bestückte Nissan mit einem 2,4-Liter-Sechszylinder. Die Vierzylinderversionen hatten hinten eine Starrachse, die Sechszylinder eine Schräglenkerachse.
Im September 1972 präsentierte Nissan den jüngsten 2000 GT-R als Limousine, wiederum mit dem 160 PS starken Zwei-Liter-Sechszylinder ausgerüstet, im Januar 1973 folgte das entsprechende Hardtop-Coupé. Beide Versionen wurden im März 1973 bereits wieder aus dem Programm genommen; bis dahin sollen 197 Stück entstanden sein. Den nächsten GT-R sollte es erst wieder 1989 auf Basis des Skyline R32 geben.
Ab Mai 1975 gab es neue 1,6- und 1,8-Liter-Vierzylinder, ab Oktober einen Zwei-Liter-Vierzylinder mit Benzineinspritzung im 2000 GTX-E und ein kleineres Facelift.
In Deutschland wurde dieser Skyline von Juni 1973 bis Juli 1978 unter der Bezeichnung Datsun 240K-GT als Limousine und bis 1975 auch als Coupé angeboten. Der aus dem Datsun 240Z übernommene 2,37-Liter-Reihensechszylinder war hier auf 83 kW (113 DIN-PS) gedrosselt. Die Limousine kostete anfangs 12.990 DM. 1977 betrug der Preis 14.990 DM. Das Fahrzeug war mit einem Fünfgang-Getriebe, Einzelradaufhängung mit MacPherson-Federbeinen und Stabilisator an der Vorderachse sowie hinterer Schräglenkerachse mit Gasdruckstoßdämpfern ausgestattet. Die Höchstgeschwindigkeit ist mit 180 km/h angegeben.
Vom C110 wurden insgesamt 670.562 Stück verkauft, darunter 197 GT-R.

#### Technische Daten
| Nissan Skyline:                  | 1600                                                                                              | 1800                                                                                              | 2000 GT                                                                                           | 2000 GT-R                                                                                         | 2400 (240K-GT,Export)                                                                             |
| -------------------------------- | ------------------------------------------------------------------------------------------------- | ------------------------------------------------------------------------------------------------- | ------------------------------------------------------------------------------------------------- | ------------------------------------------------------------------------------------------------- | ------------------------------------------------------------------------------------------------- |
| Motor:                           | 4-Zylinder-Reihenmotor (Viertakt)                                                                 | 4-Zylinder-Reihenmotor (Viertakt)                                                                 | 6-Zylinder-Reihenmotor (Viertakt)                                                                 | 6-Zylinder-Reihenmotor (Viertakt)                                                                 | 6-Zylinder-Reihenmotor (Viertakt)                                                                 |
| Hubraum:                         | 1593 cm³                                                                                          | 1815 cm³                                                                                          | 1998 cm³                                                                                          | 1989 cm³                                                                                          | 2393 cm³                                                                                          |
| Bohrung × Hub:                   | 85 × 70,2 mm                                                                                      | 85 × 80 mm                                                                                        | 78 × 69,7 mm                                                                                      | 82 × 62,8 mm                                                                                      | 83 × 73,7 mm                                                                                      |
| Leistung bei 1/min:              | 74 kW (100 SAE-PS) bei 6000                                                                       | 77 kW (105 SAE-PS) bei 5600                                                                       | 85–96 kW (115–130 SAE-PS) bei 5600–6000                                                           | 118 kW (160 SAE-PS) bei 7000                                                                      | 96 kW (130 SAE-PS) bei 5600                                                                       |
| Max. Drehmoment bei 1/min:       | 135 Nm bei 4000                                                                                   | 150 Nm bei 3600                                                                                   | 162–167 Nm bei 3600–4400                                                                          | 176 Nm bei 5600                                                                                   | 196 Nm bei 3600                                                                                   |
| Verdichtung:                     | 8,5:1                                                                                             | 8,3:1                                                                                             | 8,6–9,5:1                                                                                         | 9,5:1                                                                                             | 8,5:1                                                                                             |
| Gemischaufbereitung:             | 1 Fallstrom-Doppelvergaser                                                                        | 1 Fallstrom-Doppelvergaser                                                                        | 1 Fallstrom-Doppelvergaser oder 2 SU-Horizontalvergaser                                           | 3 Horizontalvergaser Mikuni                                                                       | 1 Fallstrom-Doppelvergaser                                                                        |
| Ventilsteuerung:                 | OHC, Antrieb über Kette                                                                           | OHC, Antrieb über Kette                                                                           | OHC, Antrieb über Kette                                                                           | 4 Ventile pro Zylinder, DOHC, Antrieb über Kette                                                  | OHC, Antrieb über Kette                                                                           |
| Kühlung:                         | Wasserkühlung                                                                                     | Wasserkühlung                                                                                     | Wasserkühlung                                                                                     | Wasserkühlung                                                                                     | Wasserkühlung                                                                                     |
| Getriebe:                        | 3- oder 4-Gang-Getriebe a. W. Dreigangautomatik Hinterradantrieb                                  | 3- oder 4-Gang-Getriebe a. W. Dreigangautomatik Hinterradantrieb                                  | 4- oder 5-Gang-Getriebe a. W. Dreigangautomatik Hinterradantrieb                                  | 5-Gang-Getriebe Hinterradantrieb                                                                  | 4-Gang-Getriebe a. W. Dreigangautomatik Hinterradantrieb                                          |
| Radaufhängung vorn:              | Dreieckslenker oben, Querlenker mit Zugstrebe unten, Schraubenfedern                              | Dreieckslenker oben, Querlenker mit Zugstrebe unten, Schraubenfedern                              | Dreieckslenker oben, Querlenker mit Zugstrebe unten, Schraubenfedern                              | Dreieckslenker oben, Querlenker mit Zugstrebe unten, Schraubenfedern                              | Dreieckslenker oben, Querlenker mit Zugstrebe unten, Schraubenfedern                              |
| Radaufhängung hinten:            | Starrachse, halbelliptische Blattfedern                                                           | Starrachse, halbelliptische Blattfedern                                                           | Schräglenkerachse, Schraubenfedern                                                                | Schräglenkerachse, Schraubenfedern                                                                | Schräglenkerachse, Schraubenfedern                                                                |
| Bremsen:                         | Scheibenbremsen vorne, Trommelbremsen hinten, Bremskraftverstärker (GT-R: Scheibenbremsen rundum) | Scheibenbremsen vorne, Trommelbremsen hinten, Bremskraftverstärker (GT-R: Scheibenbremsen rundum) | Scheibenbremsen vorne, Trommelbremsen hinten, Bremskraftverstärker (GT-R: Scheibenbremsen rundum) | Scheibenbremsen vorne, Trommelbremsen hinten, Bremskraftverstärker (GT-R: Scheibenbremsen rundum) | Scheibenbremsen vorne, Trommelbremsen hinten, Bremskraftverstärker (GT-R: Scheibenbremsen rundum) |
| Lenkung:                         | Kugelumlauflenkung                                                                                | Kugelumlauflenkung                                                                                | Kugelumlauflenkung                                                                                | Kugelumlauflenkung                                                                                | Kugelumlauflenkung                                                                                |
| Karosserie:                      | Stahlblech, selbsttragend                                                                         | Stahlblech, selbsttragend                                                                         | Stahlblech, selbsttragend                                                                         | Stahlblech, selbsttragend                                                                         | Stahlblech, selbsttragend                                                                         |
| Spurweite vorn/hinten:           | 1350/1340 mm                                                                                      | 1350/1340 mm                                                                                      | 1350/1340 mm                                                                                      | 1395/1375 mm                                                                                      | 1350/1340 mm                                                                                      |
| Radstand:                        | 2515 mm                                                                                           | 2515 mm                                                                                           | 2610 mm                                                                                           | 2610 mm                                                                                           | 2610 mm                                                                                           |
| Abmessungen:                     | 4250–4315 × 1625 × 1395–1405 mm                                                                   | 4250–4315 × 1625 × 1395–1405 mm                                                                   | 4460 × 1625 × 1385–1395 mm                                                                        | 4460 × 1695 × 1380 mm                                                                             | 4460 × 1625 × 1385–1395 mm                                                                        |
| Leergewicht:                     | 965–1030 kg                                                                                       | 995–1045 kg                                                                                       | 1125–1170 kg                                                                                      | 1145 kg                                                                                           | 1160–1170 kg                                                                                      |
| Höchstgeschwindigkeit:           | 160 km/h                                                                                          | 165 km/h                                                                                          | 170–180 km/h                                                                                      | 200 km/h                                                                                          | ca. 175 km/h                                                                                      |
| 0–100 km/h:                      | n. a.                                                                                             | n. a.                                                                                             | n. a.                                                                                             | 9,8 s                                                                                             | n. a.                                                                                             |
| Verbrauch (Liter/100 Kilometer): | 10–14 N/S                                                                                         | 10–14 N/S                                                                                         | 10–14 N/S                                                                                         | 10–14 N/S                                                                                         | 10–14 N/S                                                                                         |

### Typ C210
1977 wurde der C110 durch den C210 abgelöst. Der C210 war als erster Skyline auch mit einem Turbomotor (L20ET) erhältlich und wurde bis 1981 gebaut (nach Facelift: C211).
Wie beim Vorgänger standen Limousine, Hardtop-Coupé und Kombi im Angebot, die Sechszylinder hatten erneut einen längeren Radstand. Bei den Motoren standen ein 1,6-Liter-Vierzylinder (L16S), mehrere 1,8-Liter-Vierzylinder (L18S und L18E), ein 115 PS starker Zwei-Liter-Reihensechszylinder (L20S) und eine 130 PS-Variante desselben (L24E) im Programm. Bei den Ausstattungsstufen GT und TI waren Grillgitter und Heckleuchten anders gestylt. Die Spitzenmodelle GT-E S und TI-E S hatten serienmäßig Scheibenbremsen an allen Rädern, Heckscheibenwischer und Scheinwerfer-Reinigungsanlage. Darunter rangierten die Versionen GT-E L/TI-E L und GT-E X/TI-E X.
Im Juli 1979 folgte ein Facelift (Modell C211); der GT erhielt Rechteckscheinwerfer, der TI hatte weiterhin runde Doppelscheinwerfer, der Kühlergrill wurde anders geformt. Im April 1980 erschien die 107 kW (145 PS) starke Version des Zwei-Liter-Sechszylinders mit Turbolader.
Ab Juni 1980 war ein 2,8-Liter-Dieselsechszylinder (Typ LD28) lieferbar.
Von Oktober 1978 bis Juli 1981 wurde das Coupé als Spitzenmodell unter dem Namen Datsun Skyline auch in Deutschland verkauft. Der 2,4-Liter-Reihensechszylinder mit Bosch-L-Jetronic leistete 96 kW (130 PS) und konnte mit einem Fünfganggetriebe oder einer Dreigangautomatik kombiniert werden. Das für damalige Verhältnisse sehr umfangreich ausgestattete Fahrzeug kostete mit 18.940 DM (23.400 DM mit Vollausstattung) rund 10.000 Mark weniger als ein Opel Monza 3.0 E. Heute sind vom Datsun Skyline nur noch wenige Fahrzeuge erhalten und in festen Liebhaberhänden.
Vom C210/211 fertigte Nissan insgesamt 539.727 Stück.

### Typ R30

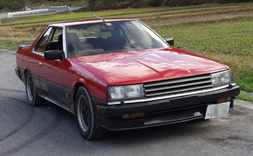
Nissan Skyline RS Turbo

Im August 1981 debütierte der Skyline der sechsten Generation als viertürige Stufenhecklimousine, fünftüriges Schrägheckmodell, Coupé und Kombi. Die Radstände der Vier- und Sechszylinderversionen unterschieden sich nun nicht mehr. An Motoren waren ein 1,8-Liter-Vierzylinder (Typ Z18E), ein Zwei-Liter-Sechszylinder ohne (L20E) oder mit Turbolader (L20ET, 140 PS), ein Zwei-Liter-Vierzylinder mit zwei obenliegenden Nockenwellen, Typ FJ20E, mit 110 kW (150 PS), ein Zwei-Liter-Turbo (FJ20ET), 140–151 kW (190–205 PS), ab Februar 1983 ein 2,8-Liter-Reihensechszylinder und ein Dieselsechszylinder gleichen Hubraums mit 62 kW (84 PS).
1981 wurden im Nissan Skyline R30 die ersten elektronisch verstellbaren Stoßdämpfer eingeführt.
Im August 1983 folgte ein Facelift mit kräftigeren Stoßstangen und anderen Detailänderungen. Im November 1983 erschien zum 50. Geburtstag von Nissan ein Jubiläumsmodell auf Basis des Skyline RS-X Turbo-Coupés mit spezieller Ausstattung und exklusiver Zweifarbenlackierung in Grau/Rot.
Ab Anfang 1984 ergänzte der Skyline 2000 Turbo RS-X mit 151 kW (205 PS) leistendem Turbo-Zwei-Liter die Modellpalette.
Bis August 1985 wurden vom Skyline R30 insgesamt 406.432 Stück gefertigt; der R30-Kombi blieb bis 1990 in Produktion.

#### Technische Daten
| Nissan Skyline:                  | 1800 | 1800E | 2000 | 2000 RS                                                                                                  | 2000 RS Turbo                                                                                            | Diesel                                                                                                   |
| -------------------------------- | --- | --- | --- | --- | --- | --- |
| Motor:                           | 4-Zylinder-Reihenmotor (Viertakt)                                                                        | 4-Zylinder-Reihenmotor (Viertakt)                                                                        | 6-Zylinder-Reihenmotor (Viertakt)                                                                        | 4-Zylinder-Reihenmotor (Viertakt)                                                                        | 4-Zylinder-Reihenmotor (Viertakt)                                                                        | 6-Zylinder-Reihenmotor (Viertakt)                                                                        |
| Hubraum:                         | 1809 cm³                                                                                                 | 1809 cm³                                                                                                 | 1998 cm³                                                                                                 | 1990 cm³                                                                                                 | 1990 cm³                                                                                                 | 2792 cm³                                                                                                 |
| Bohrung × Hub:                   | 83 × 83,6 mm                                                                                             | 83 × 83,6 mm                                                                                             | 78 × 69,7 mm                                                                                             | 89 × 80 mm                                                                                               | 89 × 80 mm                                                                                               | 84,5 × 83 mm                                                                                             |
| Leistung bei 1/min:              | 74 kW (100 PS) bei 5600                                                                                  | 85 kW (115 PS) bei 6000                                                                                  | 107 kW (145 PS) bei 5600                                                                                 | 110 kW (150 PS) bei 6000                                                                                 | 151 kW (205 PS) bei 6400                                                                                 | 67 kW (91 PS) bei 4600                                                                                   |
| Max. Drehmoment bei 1/min:       | 152 Nm bei 2800                                                                                          | 165 Nm bei 3600                                                                                          | 210 Nm bei 3200                                                                                          | 185 Nm bei 4800                                                                                          | 250 Nm bei 4400                                                                                          | 173 Nm bei 2400                                                                                          |
| Verdichtung:                     | 8,8:1 | 8,8:1 | 8,6:1 | 9,1:1 | 8,0:1 | 22,0:1                                                                                                   |
| Gemischaufbereitung:             | 1 Doppelvergaser                                                                                         | Einspritzung                                                                                             | Einspritzung                                                                                             | Einspritzung                                                                                             | Einspritzung                                                                                             | Diesel-Einspritzpumpe                                                                                    |
| Ventilsteuerung:                 | OHC | OHC | OHC | DOHC, 4 Ventile pro Zylinder                                                                             | DOHC, 4 Ventile pro Zylinder                                                                             | OHC |
| Kühlung:                         | Wasserkühlung                                                                                            | Wasserkühlung                                                                                            | Wasserkühlung                                                                                            | Wasserkühlung                                                                                            | Wasserkühlung                                                                                            | Wasserkühlung                                                                                            |
| Getriebe:                        | 5-Gang-Getriebe a. W. Automatik (Serie bei RS) Hinterradantrieb                                          | 5-Gang-Getriebe a. W. Automatik (Serie bei RS) Hinterradantrieb                                          | 5-Gang-Getriebe a. W. Automatik (Serie bei RS) Hinterradantrieb                                          | 5-Gang-Getriebe a. W. Automatik (Serie bei RS) Hinterradantrieb                                          | 5-Gang-Getriebe a. W. Automatik (Serie bei RS) Hinterradantrieb                                          | 5-Gang-Getriebe a. W. Automatik (Serie bei RS) Hinterradantrieb                                          |
| Radaufhängung vorn:              | Querlenkerachse, Schraubenfedern                                                                         | Querlenkerachse, Schraubenfedern                                                                         | Querlenkerachse, Schraubenfedern                                                                         | Querlenkerachse, Schraubenfedern                                                                         | Querlenkerachse, Schraubenfedern                                                                         | Querlenkerachse, Schraubenfedern                                                                         |
| Radaufhängung hinten:            | Starrachse, halbelliptische Blattfedern                                                                  | Starrachse, halbelliptische Blattfedern                                                                  | Einzelradaufhängung, Längslenker, Schraubenfedern                                                        | Einzelradaufhängung, Längslenker, Schraubenfedern                                                        | Einzelradaufhängung, Längslenker, Schraubenfedern                                                        | Einzelradaufhängung, Längslenker, Schraubenfedern                                                        |
| Bremsen:                         | Scheibenbremsen vorne, Trommelbremsen hinten, Bremskraftverstärker (2000 und GT: Scheibenbremsen rundum) | Scheibenbremsen vorne, Trommelbremsen hinten, Bremskraftverstärker (2000 und GT: Scheibenbremsen rundum) | Scheibenbremsen vorne, Trommelbremsen hinten, Bremskraftverstärker (2000 und GT: Scheibenbremsen rundum) | Scheibenbremsen vorne, Trommelbremsen hinten, Bremskraftverstärker (2000 und GT: Scheibenbremsen rundum) | Scheibenbremsen vorne, Trommelbremsen hinten, Bremskraftverstärker (2000 und GT: Scheibenbremsen rundum) | Scheibenbremsen vorne, Trommelbremsen hinten, Bremskraftverstärker (2000 und GT: Scheibenbremsen rundum) |
| Lenkung:                         | Kugelumlauflenkung                                                                                       | Kugelumlauflenkung                                                                                       | Kugelumlauflenkung                                                                                       | Kugelumlauflenkung                                                                                       | Kugelumlauflenkung                                                                                       | Kugelumlauflenkung                                                                                       |
| Karosserie:                      | Stahlblech, selbsttragend                                                                                | Stahlblech, selbsttragend                                                                                | Stahlblech, selbsttragend                                                                                | Stahlblech, selbsttragend                                                                                | Stahlblech, selbsttragend                                                                                | Stahlblech, selbsttragend                                                                                |
| Spurweite vorn/hinten:           | 1410–1420/1390–1410 mm                                                                                   | 1410–1420/1390–1410 mm                                                                                   | 1410–1420/1390–1410 mm                                                                                   | 1410–1420/1390–1410 mm                                                                                   | 1410–1420/1390–1410 mm                                                                                   | 1410–1420/1390–1410 mm                                                                                   |
| Radstand:                        | 2610–2615 mm                                                                                             | 2610–2615 mm                                                                                             | 2610–2615 mm                                                                                             | 2610–2615 mm                                                                                             | 2610–2615 mm                                                                                             | 2610–2615 mm                                                                                             |
| Abmessungen:                     | 4620 × 1675 × 1360–1395 mm                                                                               | 4620 × 1675 × 1360–1395 mm                                                                               | 4620 × 1675 × 1360–1395 mm                                                                               | 4620 × 1675 × 1360–1395 mm                                                                               | 4620 × 1675 × 1360–1395 mm                                                                               | 4620 × 1675 × 1360–1395 mm                                                                               |
| Leergewicht:                     | 1100 kg                                                                                                  | 1090 kg                                                                                                  | 1250 kg                                                                                                  | 1215 kg                                                                                                  | 1195 kg                                                                                                  | 1255 kg                                                                                                  |
| Höchstgeschwindigkeit:           | 165 km/h                                                                                                 | 170 km/h                                                                                                 | 180 km/h                                                                                                 | 180 km/h                                                                                                 | 180 km/h                                                                                                 | 155 km/h                                                                                                 |
| 0–100 km/h:                      | n. a. | n. a. | n. a. | n. a. | n. a. | n. a. |
| Verbrauch (Liter/100 Kilometer): | 8,9 N | 7,7 N | 10,9 N                                                                                                   | 11,1 N                                                                                                   | 9,8 N | n. a. D                                                                                                  |

### Typ R31
Im August 1985 lancierte Nissan den Skyline der siebten Generation, wiederum als viertürige Limousine und Coupé; als Kombi diente die weitergebaute Vorgängerversion, die fünftürige Schräghecklimousine entfiel. Im Grundmodell tat erneut ein 1,8-Liter-Vierzylinder seinen Dienst (Typ CA18, 74 kW 100 PS), außerdem gab es einen Zwei-Liter-Reihensechszylinder (RB20DE, 155 PS; als Turbo RB20DET, 180–190 PS) mit zwei obenliegenden Nockenwellen und den 2,8-Liter-Diesel (RD28). Einige Modelle waren mit der neuartigen HICAS-Vierradlenkung versehen.
Im Mai 1986 erschienen die Skyline GTS genannten zweitürigen Coupés der Baureihe; im Februar 1987 der Nismo Skyline GTS Twin Cam 24v Turbo-Coupé mit Sportausstattung. Ab August 1987 trugen die Limousinenausführungen die Frontpartie der Coupé-Modelle. Gleichzeitig brachte Nissan ein auf 800 Stück limitiertes GTS-R-Coupé mit 210 PS starkem Zwei-Liter-Sechszylinder-Turbomotor und größerem Heckspoiler. Neu waren ferner die 1800 G und 1800 G Limited-Limousinen.
Vom Skyline R31 entstanden insgesamt 309.716 Exemplare. Daneben wurde der Skyline in Australien zusammen mit dem besser ausgestatteten Schwestermodell Nissan Pintara gebaut. Aber auch in Südafrika rollte der Skyline vom Band.

#### Technische Daten
| Nissan Skyline:                                    | GTS 2000                                                    | GTS 2000 DOHC-24                                            | GTS Turbo DOHC-24                                           |
| -------------------------------------------------- | ----------------------------------------------------------- | ----------------------------------------------------------- | ----------------------------------------------------------- |
| Motor:                                             | 6-Zylinder-Reihenmotor (Viertakt)                           | 6-Zylinder-Reihenmotor (Viertakt)                           | 6-Zylinder-Reihenmotor (Viertakt)                           |
| Motortyp:                                          | RB20E                                                       | RB20DE                                                      | RB20DET                                                     |
| Hubraum:                                           | 1998 cm³                                                    | 1998 cm³                                                    | 1998 cm³                                                    |
| Bohrung × Hub:                                     | 78 × 69,7 mm                                                | 78 × 69,7 mm                                                | 78 × 69,7 mm                                                |
| Leistung bei 1/min:                                | 95 kW (130 PS) bei 5600                                     | 121 kW (165 PS) bei 6400                                    | 132 kW (180 PS) bei 6400                                    |
| Max. Drehmoment bei 1/min:                         | 181 Nm bei 4000                                             | 186 Nm bei 5600                                             | 225 Nm bei 3600                                             |
| Verdichtung:                                       | 9,5:1                                                       | 10,2:1                                                      | 8,5:1                                                       |
| Gemischaufbereitung:                               | Einspritzung                                                | Einspritzung                                                | Einspritzung                                                |
| Ventilsteuerung:                                   | OHC                                                         | DOHC, 4 Ventile pro Zylinder                                | DOHC, 4 Ventile pro Zylinder, Turbolader                    |
| Kühlung:                                           | Wasserkühlung                                               | Wasserkühlung                                               | Wasserkühlung                                               |
| Getriebe:                                          | 5-Gang-Getriebe a. W. Automatik Hinterradantrieb            | 5-Gang-Getriebe a. W. Automatik Hinterradantrieb            | 5-Gang-Getriebe a. W. Automatik Hinterradantrieb            |
| Radaufhängung vorn:                                | Querlenkerachse, Schraubenfedern                            | Querlenkerachse, Schraubenfedern                            | Querlenkerachse, Schraubenfedern                            |
| Radaufhängung hinten:                              | Einzelradaufhängung, Längslenker, Schraubenfedern           | Einzelradaufhängung, Längslenker, Schraubenfedern           | Einzelradaufhängung, Längslenker, Schraubenfedern           |
| Bremsen:                                           | Innenbelüftete Scheibenbremsen rundum, Bremskraftverstärker | Innenbelüftete Scheibenbremsen rundum, Bremskraftverstärker | Innenbelüftete Scheibenbremsen rundum, Bremskraftverstärker |
| Lenkung:                                           | Kugelumlauflenkung                                          | Kugelumlauflenkung                                          | Kugelumlauflenkung                                          |
| Karosserie:                                        | Stahlblech, selbsttragend                                   | Stahlblech, selbsttragend                                   | Stahlblech, selbsttragend                                   |
| Spurweite vorn/hinten:                             | 1425/1415–1420 mm                                           | 1425/1415–1420 mm                                           | 1425/1415–1420 mm                                           |
| Radstand:                                          | 2615 mm                                                     | 2615 mm                                                     | 2615 mm                                                     |
| Abmessungen:                                       | 4660 × 1690 × 1365 mm                                       | 4660 × 1690 × 1365 mm                                       | 4660 × 1690 × 1365 mm                                       |
| Leergewicht:                                       | 1270–1290 kg                                                | 1280–1330 kg                                                | 1320–1370 kg                                                |
| Höchstgeschwindigkeit:                             | ca. 170 km/h                                                | ca. 190 km/h                                                | ca. 200 km/h                                                |
| 0–100 km/h:                                        | n. a.                                                       | n. a.                                                       | n. a.                                                       |
| Verbrauch (Liter/100 Kilometer, jap. Stadtzyklus): | 9,8–11,4 S                                                  | 10,5–12,7 S                                                 | 10,3–12,3 S                                                 |

### Typ R32
Im Herbst 1989 erschien der Skyline R32, den es erstmals seit 1973 auch wieder als GT-R gab. Erhältlich waren viertürige Limousinen und zweitürige Coupés. Das Motorenprogramm umfasste wiederum einen 1,8-Liter-Vierzylinder (Typ CA18i, 67 kW 91 PS), Zwei-Liter-Reihensechszylinder (RB20E, 92 kW 125 PS; RB20DE, 155 PS; RB20DET mit Turbolader, 215 PS), einen 2,5-Liter-Reihensechszylinder (RB25DE, 180 PS) und im allradgetriebenen GT-R einen 2,6-Liter-Biturbo-Sechszylinder mit offiziell 280 PS (RB26DETT). Den GT-R gab es auch in werksgetunter Ausführung von Nismo und als V-Spec und V-Spec II. Für den 2,5-Liter-Motor gab es erstmals auch ein Fünfgang-Automatikgetriebe.
Der Skyline R32 verkaufte sich schlechter als sein Vorgänger. Insgesamt wurden 296.087 Stück gebaut, darunter 43.661 GT-R.

### Skyline GT-R R32

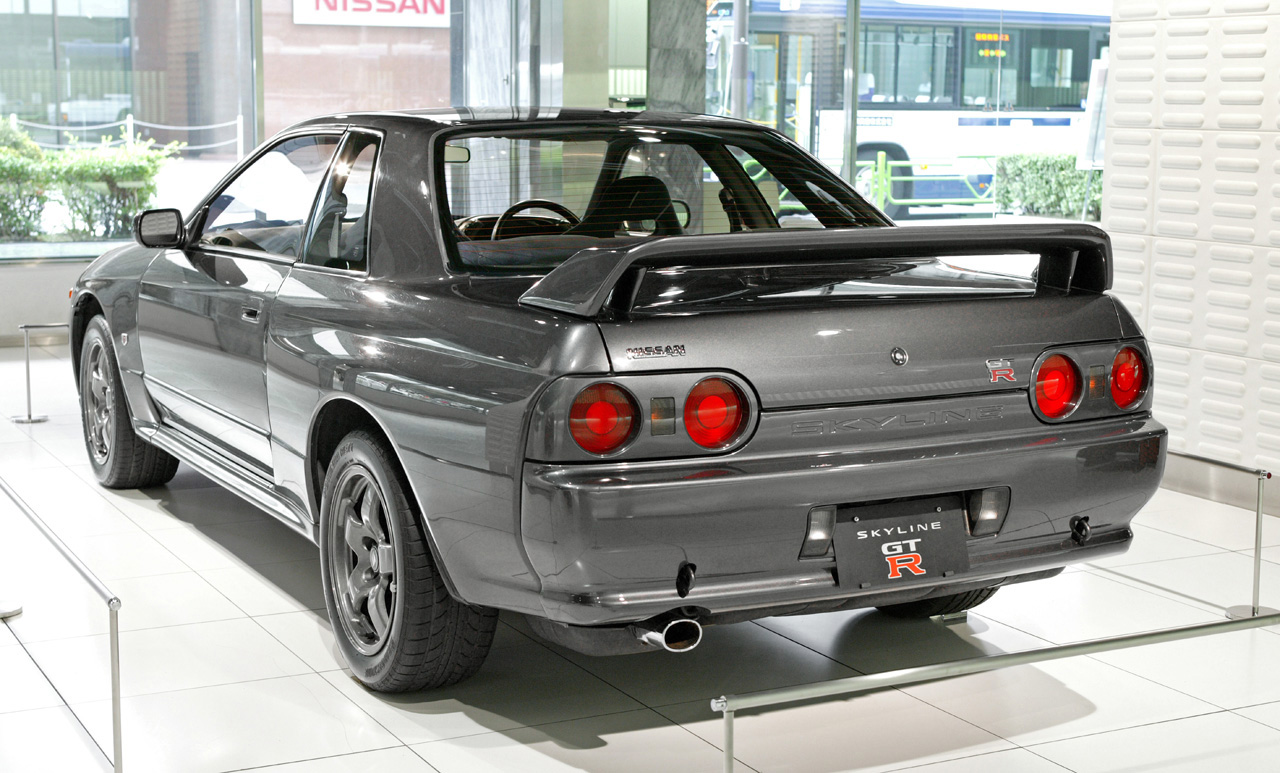
Nissan Skyline (R32) GT-R

1989 wurde mit der neuen R32-Version, die in der Basisversion nur eine Type-M genannte Sportversion mit dem aus dem R31 GTS bekannten Sechszylinder-Motor zur Wahl hatte, ein neuer GT-R vorgestellt, ausgestattet mit einem 206 kW (280 PS) starken 2,6 Liter großen Sechszylindertriebwerk mit nun zwei Turboladern, der von Nissan selbst entwickelten „HICAS“-Allradlenkung und einer für damalige Verhältnisse luxuriösen Serienausstattung mit elektrischen Fensterhebern, einer vollwertigen Soundanlage und vielen weiteren Komponenten.

#### Technische Daten
- Motorlage: Frontmotor
- Antrieb: Allradantrieb
- Motor: Reihensechszylinder Twin Turbo (RB26DETT)
- Hubraum: 2569 cm³
- Leistung: 206 kW/280 PS bei 6800/min
- Drehmoment: 360 Nm bei 4400/min
- Verdichtung: 8.5:1
- Getriebe: 5-Gang manuell (Getrag)
- Gewicht: 1430 kg
- Leistungsgewicht: 5,11 kg/PS
- Literleistung: 109 PS/l
- Höchstgeschwindigkeit: 250+ km/h
- 0–100 km/h in 4,7 s

### Typ R33
1993 wurde der R32 vom R33 abgelöst. Die in Größe und Raumangebot, aber auch im Gewicht gewachsene R33-Baureihe umfasste Limousinen und Coupés, die sich wie folgt gliederten: GTS mit Zwei-Liter-Reihensechszylinder (RB20E, 96 kW/130 PS); GTS25 und GTS-4 (Allrad) mit 2,5-Liter-Sechszylinder (RB25DE, 140 kW/190 PS) und GTS25T mit 188 kW (255 PS) leistender Turboversion des größeren Motors. Für Kunden mit ausgeprägtem Platzbedarf gab es auch noch den Nissan Stagea, einem Kombi auf ähnlicher Plattform. Anfang 1995 erfolgte eine Modellpflege, ein Fahrerairbag war ab sofort serienmäßig.
Nissan Skyline R33 Nismo 400R:
Nismo bot eine limitierte Sonderversion des R33 an, die einen Motor vom Typ RB-X GT2 mit einer Leistung von 294 kW (400 PS) hatte. Von 99 Exemplaren, die gebaut wurden, wurden nur 44 verkauft, da der Preis um 126 Prozent höher war als ein Serien-R33-GTR. Der Preis lag bei 12.000.000 Yen (heute ca. 100.000 Euro). Der Motor wurde auf 2.771 cm³ aufgebohrt und die maximale Drehzahl erhöhte sich auf 10.000/min.
Vom Skyline R33 fertigte Nissan insgesamt 217.133 Exemplare, darunter 16.435 GT-R.

#### Technische Daten
| Nissan Skyline:                            | 2000                                                                               | 2500                                                                               | Turbo                                                                              | GT-R                                                                               |
| ------------------------------------------ | ---------------------------------------------------------------------------------- | ---------------------------------------------------------------------------------- | ---------------------------------------------------------------------------------- | ---------------------------------------------------------------------------------- |
| Motor:                                     | 6-Zylinder-Reihenmotor (Viertakt)                                                  | 6-Zylinder-Reihenmotor (Viertakt)                                                  | 6-Zylinder-Reihenmotor (Viertakt)                                                  | 6-Zylinder-Reihenmotor (Viertakt)                                                  |
| Motortyp:                                  | RB20E                                                                              | RB25DE                                                                             | RB25DET                                                                            | RB26DETT                                                                           |
| Hubraum:                                   | 1998 cm³                                                                           | 2498 cm³                                                                           | 2498 cm³                                                                           | 2569 cm³                                                                           |
| Bohrung × Hub:                             | 78 × 69,7 mm                                                                       | 86 × 71,7 mm                                                                       | 86 × 71,7 mm                                                                       | 86 × 73,7mm                                                                        |
| Leistung bei 1/min:                        | 96 kW (130 PS) bei 5600                                                            | 140–147 kW (190–200 PS) bei 6400                                                   | 180–184 kW (245–250 PS) bei 6400                                                   | 206 kW (280 PS) bei 6800                                                           |
| Max. Drehmoment bei 1/min:                 | 172 Nm bei 4400                                                                    | 230 Nm bei 4800                                                                    | 274–294 Nm bei 4800                                                                | 368 Nm bei 4400                                                                    |
| Verdichtung:                               | 9,5:1                                                                              | 10:1                                                                               | 9:1                                                                                | 8,5:1                                                                              |
| Gemischaufbereitung:                       | Elektronische Einspritzung                                                         | Elektronische Einspritzung                                                         | Elektr. Einspritzung, Turbolader, Ladeluftkühler                                   | Elektr. Einspritzung, 2 Turbolader, Ladeluftkühler                                 |
| Ventilsteuerung:                           | OHC, Zahnriemen                                                                    | DOHC, Zahnriemen, 4 Ventile pro Zylinder                                           | DOHC, Zahnriemen, 4 Ventile pro Zylinder                                           | DOHC, Zahnriemen, 4 Ventile pro Zylinder                                           |
| Kühlung:                                   | Wasserkühlung                                                                      | Wasserkühlung                                                                      | Wasserkühlung                                                                      | Wasserkühlung                                                                      |
| Getriebe:                                  | 5-Gang-Getriebe a. W. Viergangautomatik Hinterradantrieb                           | 5-Gang-Getriebe a. W. Fünfgangautomatik Hinterradantrieb                           | 5-Gang-Getriebe a. W. Viergangautomatik Hinterradantrieb                           | 5-Gang-Getriebe permanenter Allradantrieb                                          |
| Radaufhängung vorn:                        | Querlenker mit Zugstrebe unten, Dreiecklenker oben, Schraubenfedern                | Querlenker mit Zugstrebe unten, Dreiecklenker oben, Schraubenfedern                | Querlenker mit Zugstrebe unten, Dreiecklenker oben, Schraubenfedern                | Querlenker mit Zugstrebe unten, Dreiecklenker oben, Schraubenfedern                |
| Radaufhängung hinten:                      | Querlenker oben, Dreiecklenker unten, Schraubenfedern                              | Querlenker oben, Dreiecklenker unten, Schraubenfedern                              | Querlenker oben, Dreiecklenker unten, Schraubenfedern                              | Querlenker oben, Dreiecklenker unten, Schraubenfedern                              |
| Bremsen:                                   | Scheibenbremsen rundum, Bremskraftverstärker                                       | Scheibenbremsen rundum, Bremskraftverstärker                                       | Scheibenbremsen rundum, Bremskraftverstärker                                       | Scheibenbremsen rundum, Bremskraftverstärker                                       |
| Lenkung:                                   | Zahnstangenlenkung, servounterstützt a. W. für 2000/2500 Allradlenkung Super-Hicas | Zahnstangenlenkung, servounterstützt a. W. für 2000/2500 Allradlenkung Super-Hicas | Zahnstangenlenkung, servounterstützt a. W. für 2000/2500 Allradlenkung Super-Hicas | Zahnstangenlenkung, servounterstützt a. W. für 2000/2500 Allradlenkung Super-Hicas |
| Karosserie:                                | Stahlblech, selbsttragend                                                          | Stahlblech, selbsttragend                                                          | Stahlblech, selbsttragend                                                          | Stahlblech, selbsttragend                                                          |
| Spurweite vorn/hinten:                     | 1480/1470 mm                                                                       | 1480/1470 mm                                                                       | 1480/1470 mm                                                                       | 1490/1480 mm                                                                       |
| Radstand:                                  | 2720 mm                                                                            | 2720 mm                                                                            | 2720 mm                                                                            | 2720 mm                                                                            |
| Abmessungen:                               | 4640–4720 × 1720 × 1340–1360 mm                                                    | 4640–4720 × 1720 × 1340–1360 mm                                                    | 4640–4720 × 1720 × 1340–1360 mm                                                    | 4675 × 1780 × 1360 mm                                                              |
| Leergewicht:                               | 1270 kg                                                                            | 1310–1360 kg                                                                       | 1360–1380 kg                                                                       | 1540 kg                                                                            |
| Höchstgeschwindigkeit (Redaktionsangaben): | ca. 190–200 km/h                                                                   | ca. 210 km/h                                                                       | ca. 240 km/h                                                                       | ca. 250+ km/h                                                                      |
| 0–100 km/h:                                |                                                                                    |                                                                                    |                                                                                    |                                                                                    |
| Verbrauch (Liter/100 Kilometer):           | ca. 8–14 L                                                                         | ca. 9–15 L                                                                         | ca. 10–17 L                                                                        | ca. 10–17 L                                                                        |

#### Skyline GT-R R33

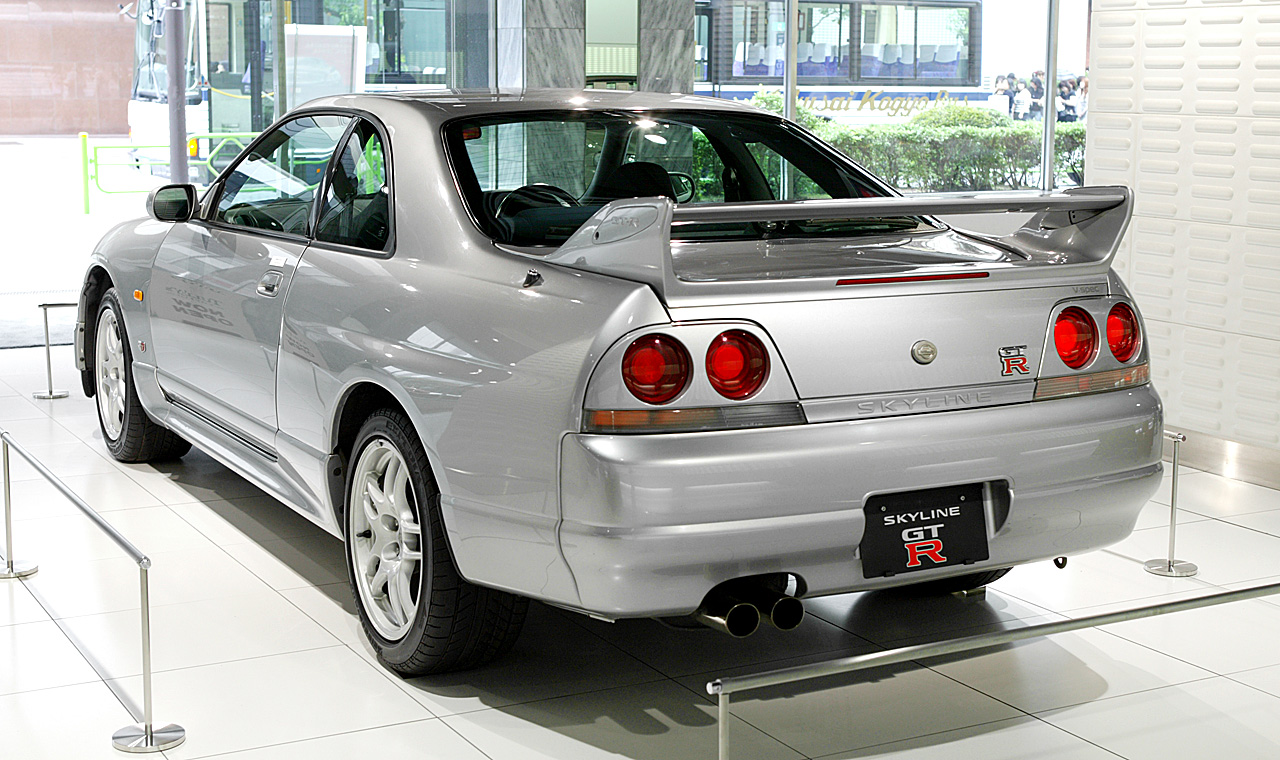
Nissan Skyline R33 GT-R

Der GTR-R33 wurde weiterentwickelt. Er hatte den bekannten Motor des R32 GT-R, dieser wurde ebenfalls modifiziert und erzeugte eine Leistung von rund 220 kW. Ein Pkw soll laut der damaligen freiwilligen Selbstbeschränkung der japanischen Hersteller die Leistung von 206 kW (280 PS) nicht überschreiten, deshalb wurde der Motor über das Steuergerät gedrosselt. Die Allradlenkung HICAS wurde ebenfalls verbessert und in Super-HICAS umbenannt. Der Unterschied beider Systeme bestand in der Ansteuerungsmethode. Während das „normale“ HICAS noch hydropneumatisch betrieben wurde, funktionierte das Super-HICAS nun elektronisch. Das hatte zur Folge, dass es sanfter und gleichmäßiger ansprach. Trotz dieser Verbesserungen wurde der R33 GT-R nicht so positiv angenommen wie seine Vorgänger. Auch eine viertürige Sonderversion des GT-R konnte darüber nicht hinweghelfen. Der deutlich verlängerte Radstand beeinträchtigte die Handlichkeit und bei hoher Belastung konnten die Bremsscheiben bersten.

##### Technische Daten
- Motorlage: Frontmotor
- Antrieb: Allrad
- Motor: Reihensechszylinder Twinturbo
- Hubraum: 2568 cm³
- Leistung: 206 kW (280 PS) bei 6800/min
- Drehmoment: 367 Nm bei 4400/min
- Getriebe: 5-Gang manuell
- Gewicht: 1530 kg
- Leistungsgewicht: 5,41 kg/PS
- Literleistung: 110 PS/l
- 0–100 km/h: 5,7 s

### Typ R34
Im Mai 1998 kam die Baureihe R34 mit kürzerem Radstand als beim Vorgänger auf den Markt. Der GT, mit einem 147 kW (200 PS) starken Sechszylinder-Saugmotor, bot für die Kosten einer Mittelklasselimousine trotz Coupe-Bauweise limousinenähnliche Platzverhältnisse. Das nächstgrößere Modell war der GT-T. Er hob sich optisch nur durch die größeren Felgen vom GT ab. Am Motor hingegen tat sich einiges mehr; nun leistete er 206 kW (280 PS) aus dem gleichen Motor, der nun allerdings auch einen Turbo besaß. Der GT-T konnte wieder als Coupé oder als Limousine geordert werden und gilt als Nachfolger des Skyline R33 GTS-T. Die schwächeren Motorversionen GT und GT-T, sowie GTS-T mussten hier mit dem Hinterradantrieb auskommen. Der Allradantrieb war zunächst dem 1999 eingeführten GT-R vorbehalten.
Vom Skyline R34 verkaufte Nissan bis 2002 insgesamt 64.623 Stück, davon 11.344 GT-R Modelle.

#### Technische Daten
| Nissan Skyline:                            | GT                                                                                    | 25GT                                                                                  | GT-T                                                                                  | GT-T                                                                                  | GT-R                                                                |
| ------------------------------------------ | ------------------------------------------------------------------------------------- | ------------------------------------------------------------------------------------- | ------------------------------------------------------------------------------------- | ------------------------------------------------------------------------------------- | ------------------------------------------------------------------- |
| Bauzeitraum:                               | 1998–2002                                                                             | 1998–2002                                                                             | 1998–08/2000                                                                          | 09/2000–2002                                                                          | 1998–2002                                                           |
| Motor:                                     | 6-Zylinder-Reihenmotor (Viertakt)                                                     | 6-Zylinder-Reihenmotor (Viertakt)                                                     | 6-Zylinder-Reihenmotor (Viertakt)                                                     | 6-Zylinder-Reihenmotor (Viertakt)                                                     | 6-Zylinder-Reihenmotor (Viertakt)                                   |
| Motortyp:                                  | RB20DE                                                                                | RB25DE                                                                                | RB25DET                                                                               | RB25DET                                                                               | RB26DETT                                                            |
| Hubraum:                                   | 1998 cm³                                                                              | 2499 cm³                                                                              | 2499 cm³                                                                              | 2499 cm³                                                                              | 2569 cm³                                                            |
| Bohrung × Hub:                             | 78 × 69,7 mm                                                                          | 86 × 71,7 mm                                                                          | 86 × 71,7 mm                                                                          | 86 × 71,7 mm                                                                          | 86 × 73,7 mm                                                        |
| Leistung bei 1/min:                        | 114 kW (155 PS) bei 6400                                                              | 147 kW (200 PS) bei 6000                                                              | 206 kW (280 PS)* bei 6400                                                             | 206 kW (280 PS)* bei 6400                                                             | 206 kW (280 PS)* bei 6800                                           |
| Max. Drehmoment bei 1/min:                 | 186 Nm bei 4400                                                                       | 255 Nm bei 4000                                                                       | 343 Nm (333 Nm mit Automatik) bei 3200                                                | 363 Nm (333 Nm bei Automatik) bei 3200                                                | 392 Nm bei 4400                                                     |
| Verdichtung:                               | 9,5:1                                                                                 | 10:1                                                                                  | 9:1                                                                                   | 9:1                                                                                   | 8,5:1                                                               |
| Gemischaufbereitung:                       | Elektronische Einspritzung                                                            | Elektronische Einspritzung                                                            | Elektr. Einspritzung, Turbolader, Ladeluftkühler                                      | Elektr. Einspritzung, Turbolader, Ladeluftkühler                                      | Elektr. Einspritzung, 2 Turbolader, Ladeluftkühler                  |
| Ventilsteuerung:                           | DOHC, Zahnriemen, 4 Ventile pro Zylinder                                              | DOHC, Zahnriemen, 4 Ventile pro Zylinder                                              | DOHC, Zahnriemen, 4 Ventile pro Zylinder                                              | DOHC, Zahnriemen, 4 Ventile pro Zylinder                                              | DOHC, Zahnriemen, 4 Ventile pro Zylinder                            |
| Kühlung:                                   | Wasserkühlung                                                                         | Wasserkühlung                                                                         | Wasserkühlung                                                                         | Wasserkühlung                                                                         | Wasserkühlung                                                       |
| Getriebe:                                  | 5-Gang-Getriebe a. W. Viergangautomatik Hinterradantrieb, 2.5 24V a. W. Allradantrieb | 5-Gang-Getriebe a. W. Viergangautomatik Hinterradantrieb, 2.5 24V a. W. Allradantrieb | 5-Gang-Getriebe a. W. Viergangautomatik Hinterradantrieb, 2.5 24V a. W. Allradantrieb | 5-Gang-Getriebe a. W. Viergangautomatik Hinterradantrieb, 2.5 24V a. W. Allradantrieb | Getrag-6-Gang-Getriebe Allradantrieb                                |
| Radaufhängung vorn:                        | Querlenker mit Zugstrebe unten, Dreiecklenker oben, Schraubenfedern                   | Querlenker mit Zugstrebe unten, Dreiecklenker oben, Schraubenfedern                   | Querlenker mit Zugstrebe unten, Dreiecklenker oben, Schraubenfedern                   | Querlenker mit Zugstrebe unten, Dreiecklenker oben, Schraubenfedern                   | Querlenker mit Zugstrebe unten, Dreiecklenker oben, Schraubenfedern |
| Radaufhängung hinten:                      | Querlenker oben, Dreiecklenker unten, Druckstreben, Schraubenfedern                   | Querlenker oben, Dreiecklenker unten, Druckstreben, Schraubenfedern                   | Querlenker oben, Dreiecklenker unten, Druckstreben, Schraubenfedern                   | Querlenker oben, Dreiecklenker unten, Druckstreben, Schraubenfedern                   | Mehrlenkerachse, Schraubenfedern                                    |
| Bremsen:                                   | Innenbelüftete Scheibenbremsen rundum, Bremskraftverstärker, ABS                      | Innenbelüftete Scheibenbremsen rundum, Bremskraftverstärker, ABS                      | Innenbelüftete Scheibenbremsen rundum, Bremskraftverstärker, ABS                      | Innenbelüftete Scheibenbremsen rundum, Bremskraftverstärker, ABS                      | Innenbelüftete Scheibenbremsen rundum, Bremskraftverstärker, ABS    |
| Lenkung:                                   | Zahnstangenlenkung, servounterstützt                                                  | Zahnstangenlenkung, servounterstützt                                                  | Zahnstangenlenkung, servounterstützt                                                  | Zahnstangenlenkung, servounterstützt                                                  | Zahnstangenlenkung, servounterstützt                                |
| Karosserie:                                | Stahlblech, selbsttragend                                                             | Stahlblech, selbsttragend                                                             | Stahlblech, selbsttragend                                                             | Stahlblech, selbsttragend                                                             | Stahlblech, selbsttragend                                           |
| Spurweite vorn/hinten:                     | 1480/1470 mm                                                                          | 1480/1470 mm                                                                          | 1480/1470 mm                                                                          | 1480/1470 mm                                                                          | 1480/1490 mm                                                        |
| Radstand:                                  | 2665 mm                                                                               | 2665 mm                                                                               | 2665 mm                                                                               | 2665 mm                                                                               | 2665 mm                                                             |
| Abmessungen:                               | 4580–4705 × 1720–1725 × 1340–1380 mm                                                  | 4580–4705 × 1720–1725 × 1340–1380 mm                                                  | 4580–4705 × 1720–1725 × 1340–1380 mm                                                  | 4580–4705 × 1720–1725 × 1340–1380 mm                                                  | 4600 × 1785 × 1360 mm                                               |
| Leergewicht:                               | 1330–1360 kg                                                                          | 1340–1480 kg                                                                          | 1410–1430 kg                                                                          | 1410–1430 kg                                                                          | 1540 kg                                                             |
| Höchstgeschwindigkeit (Redaktionsangaben): | ca. 200 km/h                                                                          | ca. 210 km/h                                                                          | ca. 230+ km/h                                                                         | ca. 230+ km/h                                                                         | ca. 250+ km/h                                                       |
| 0–100 km/h:                                | 9 s                                                                                   | 7,3 s                                                                                 | 5,9–6,2 s                                                                             | 5,9–6,2 s                                                                             | 4,8–5 s                                                             |
| Verbrauch (Liter/100 Kilometer):           | ca. 8–14 S                                                                            | ca. 9–15 S                                                                            | ca. 9–16 S                                                                            | ca. 9–16 S                                                                            | ca. 9–16 S                                                          |
| Quelle:                                    |                                                                                       |                                                                                       |                                                                                       |                                                                                       |                                                                     |

* japanisches Gentlemens Agreement beschränkte die offiziellen Angaben auf maximal 280PS; die tatsächliche Leistung lag in unabhängigen Tests höher

#### Skyline GT-R R34

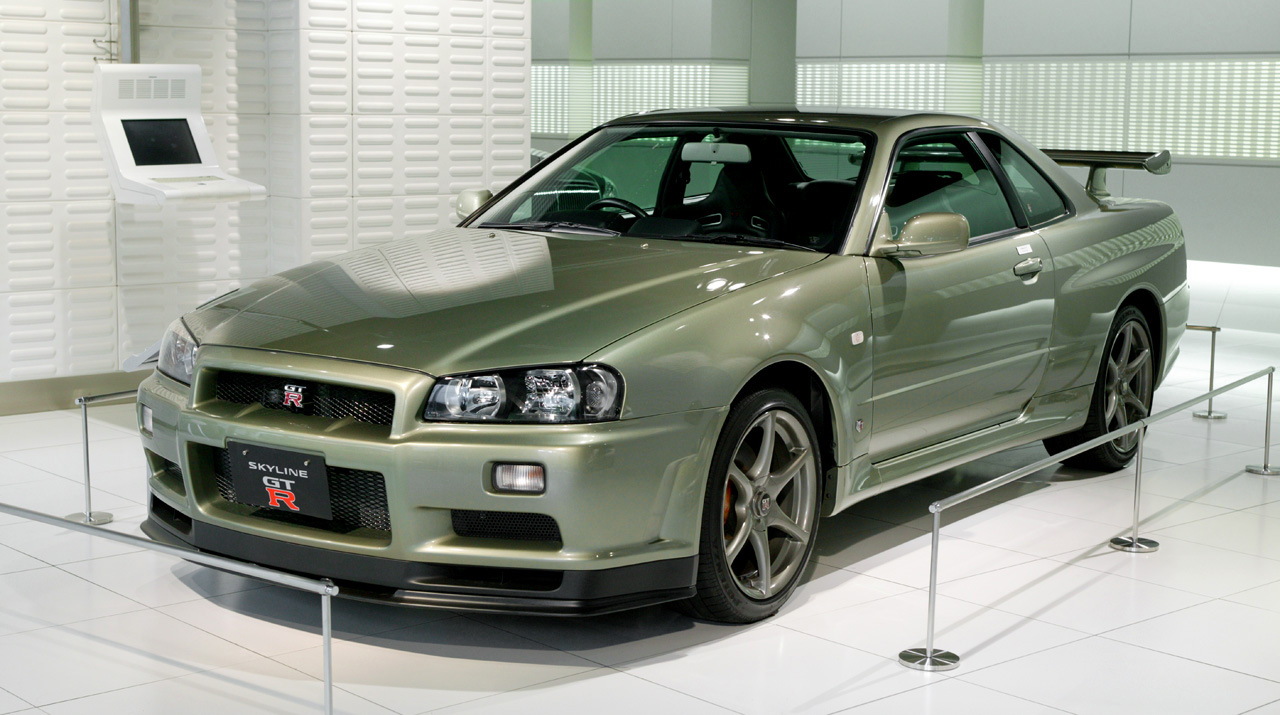
Nissan Skyline (R34) GT-R M-Spec Nür

Der 1999 eingeführte GT-R war zwar, wie der neue 2,5-Liter-Turbomotor im GT-T, mit 206 kW (280 PS) angegeben, da sich die japanischen Autohersteller auf eine freiwillige Selbstbeschränkung geeinigt haben. Die tatsächliche maximale Leistung wurde bei freien Leistungsmessungen mit über 220 kW (299 PS) ermittelt. Der Motor wurde wieder vom Vorgänger R33 GT-R übernommen. Das Super-HICAS wurde vom R33 GT-R übernommen und nur geringfügig verbessert. Der R34 GT-R wurde als Antwort auf seinen eigenen Vorfahren, dem R32 GT-R, konstruiert.
Einige Daten wurden mittels eines 10,5 Zoll großen TFT-Monitors auf der Mittelkonsole angezeigt. Dieser Monitor war eine Neuerung zu den sonst üblichen analogen Instrumenten. Auf dem Flüssigkristallbildschirm lassen sich allerlei technische Details anzeigen, wie z. B. Drehmomentverteilung zwischen Vorder- und Hinterachse, g-Kräfte sowie Pedalstellung, Ladedruck, Öldruck usw.
2002 war das Produktionsende des GT-R. 2003 führte die japanische Regierung neue Abgasemissionsgrenzwerte ein, die der RB26DETT-Motor, eine Konstruktion aus den 1980ern, nicht mehr erfüllte. Um dennoch das Ableben dieser beliebten Motorisierung zu feiern, wurden die Jubiläumsmodelle GT-R V-spec II Nür sowie GT-R M-spec Nür eingeführt. Das „Nür“ im Namen stellte eine Reminiszenz an den Nürburgring dar. Das besondere an den Nür-Modellen war der RB26DETT-Motor in der N1-Motorsportversion. Die Auflage war auf insgesamt 1000 Exemplare limitiert, von denen 250 die luxuriöseren M-spec-Modelle mit Lederausstattung und weicherer Fahrwerksabstimmung waren und 750 V-spec-II-Modelle.

##### Technische DatenGT-R
- Motorlage: Frontmotor
- Antrieb: Allrad
- Motor: Reihensechszylinder Bi-Turbo
- Hubraum: 2568 cm³
- Leistung: 280 PS bei 6800/min
- Drehmoment: 391 Nm bei 4400/min
- Getriebe: 6-Gang manuell
- Gewicht: 1540 kg
- Leistungsgewicht: 5,5 kg/PS
- Literleistung: 128,5 PS/95,1 kW
- 0–100 km/h: ca. 4,9 s
- Höchstgeschwindigkeit: 180 km/h (abgeregelt) 250 km/h (nicht abgeregelt)

##### Unterschiede der GT-R-Ausstattungsvarianten
- R34 GT-R – Die Basisversion
- R34 GT-R V-Spec – verbesserte GTR-Version mit einem ATTESA E-TS Pro-Allradsystem und Diffusor. Fahrwerk und Differenzial wurden ebenfalls verändert. Ab und inkl. der Stufe V-Spec wurden die Modelle werkseitig gewichtsoptimiert. Ebenfalls kamen verbesserte Bremsen zum Einsatz.
- R34 GT-R V-Spec II – spätere Version des V-Spec (Ende 2000) mit CFK-Motorhaube und Lufteinlass. Geänderter Innenraum (Pedalerie, Farbe des Innenraums), Bremsscheiben vom N1-Modell an der Hinterachse. Die orangen Frontblinker wurden durch klare ersetzt.
- R34 GT-R M-Spec – die „komfortable“ Version mit weicherem Fahrwerk, Sonderlack und Leder.
- R34 GT-R N1 – ist die renntaugliche Version des GT-R mit verstärkten Motorteilen (Öl und Wasserpumpe, Turbos). Ebenfalls hat der N1 keine Audio- oder Klimaanlage und keinen Heckscheibenwischer. Der N1 hat wie der V-Spec II eine Motorhaube aus CFK.
- R34 GT-R V-Spec II Nür – limitierte Sonderauflage des V-Spec II (2002) mit dem Motor des N1 (750 Exemplare)
- R34 GT-R M-Spec Nür – limitierte Sonderauflage des M-Spec mit Motor des N1 (250 Exemplare)

##### Rekorde und Anekdoten
- Als Nissan im August 2002, zum Produktionsende der 10. Generation, eine Sonderserie auflegte (V-Spec II Nür & M-Spec Nür), waren diese letzten 300 Wagen via Internet innerhalb von zwei Stunden verkauft. Daraufhin legte man noch einmal 700 Stück nach und benötigte zwei Tage um alle zu verkaufen.
- Die japanische Tuning-Firma „Blitz“ hatte mit einem ungefähr 735 kW (1000 PS) leistenden GT-R versucht, den offiziellen Geschwindigkeitsrekord auf öffentlichen Straßen für getunte Seriensportwagen zu brechen. Die Testfahrt musste bei 341 km/h abgebrochen werden, da sich Teile der Karosserie lösten.
- Bei japanischen Skylines der professionellen Drag-Szene sind Motorenleistungen über 1000 PS keine Seltenheit.
- Der GT-R des Maatouks Racing Teams Namens Metro ist mit einer Zeit von 6,47 Sekunden und einer Endgeschwindigkeit von 354 km/h der schnellste Skyline der Welt auf der Viertelmeile.
- Ein neuer Beschleunigungsrekord von 0–300 km/h wurde vom Briten Keith Cowie mit einem extrem getunten Skyline R32 GT-R aufgestellt. Er benötigte bei Ten of the Best, einem Wettstreit unter modellspezifischen Autoclubs, die jeweils die als die zehn besten angesehenen Wagen zu diesem Event anmelden und in den Disziplinen Drag, Handling und Top Speed gegeneinander antreten, eine Zeit von 12,47 Sekunden, um vom Stillstand auf 300 km/h zu beschleunigen (gemessen mit Datron-GPS). Damit ist er um fast fünf Sekunden schneller als der zurzeit stärkste Seriensportwagen der Welt (Bugatti Veyron mit 736 kW/1001 PS). Die Hundertermarke wurde nach 2,54 Sekunden erreicht.
- Die Motorsportabteilung von Nissan (Nismo) hat 2005 nochmals eine letzte Serie von Skylines GT-R R34 produziert. Da es keine fabrikneuen GT-R dieser Baureihe mehr gab, wurden 20 Gebrauchtwagen mit möglichst wenig gefahrenen Kilometern gekauft (bis 30.000 km). Hierfür hat man die entsprechenden Wagen bis auf die Grundstruktur zerlegt und den Wagen komplett überarbeitet. Die Wagen kosteten so 160.000 US-Dollar pro Fahrzeug. Der Motor wurde auf 2,8 Liter Hubraum aufgebohrt, bekam größere Turbolader und leistet 373 kW (507 PS). Möglich wären 460 kW, aber damit ließen sich keine gesetzlichen Abgaswerte mehr einhalten. Die Bremsen wurden aufgewertet (Sechskolben-Bremssättel vorne), eine Zweischeiben-Kupplung eingebaut, neue Aerodynamikteile angepasst (Frontschürze, Seitenschweller, Kotflügel, Motorhaube usw.) und ein dreifach verstellbares 20.000-US-Dollar-Sachs-Fahrwerk eingebaut, dazu Karosseriekomponenten aus CFK und weitere Rennsportteile. Anlass für diese Sonderserie war das 20-jährige Bestehen von Nismo (NISsan MOtorsports).

#### Technische DatenNissan Nismo Skyline GT-R Z-Tune
- Motorlage: Frontmotor
- Antrieb: Allradantrieb
- Motor: Reihensechszylinder Bi-Turbo
- Hubraum: 2771 cm³
- Leistung: 373 kW/507 PS/500 bhp bei 6800/min
- Drehmoment: 539 Nm/398 lb-ft bei 5200/min
- Getriebe: 6-Gang manuell
- Gewicht: 1599 kg/3525 lbs
- Leistungsgewicht: 3,15 kg/PS
- Literleistung: 183 PS/l
- 0–400 Meter: 10,6 s

### Typ V35
2001 folgte die neue Generation des Skyline, die auf dem Nissan 350Z basierte. Es wurde eine Limousine und ein Coupé vorgestellt. Es gab den neuen Skyline nur mit V6-Motor (2,5, 3,0, 3,5 Liter) aus dem sich auch der Name des Fahrzeuges ableiten lässt (z. B. 3,0-Liter-Motor = Nissan Skyline 300 GT). Der neu vorgestellte V35 wurde von der Skyline-Fangemeinde mit Erschütterung aufgenommen. Die neuen, sanfteren Coupézüge passten nicht in das Bild der ansonsten kantigen Skyline-Familie. Noch größer war die Empörung darüber, dass Nissan kein GT-R-Modell des V35 plante. Das Topmodell des V35, der Skyline 350 GT (Coupé) erhielt keinen Sondernamen. Er wird von dem 3,5-Liter-V6-Triebwerk (VQ35DE) des 350Z angetrieben.

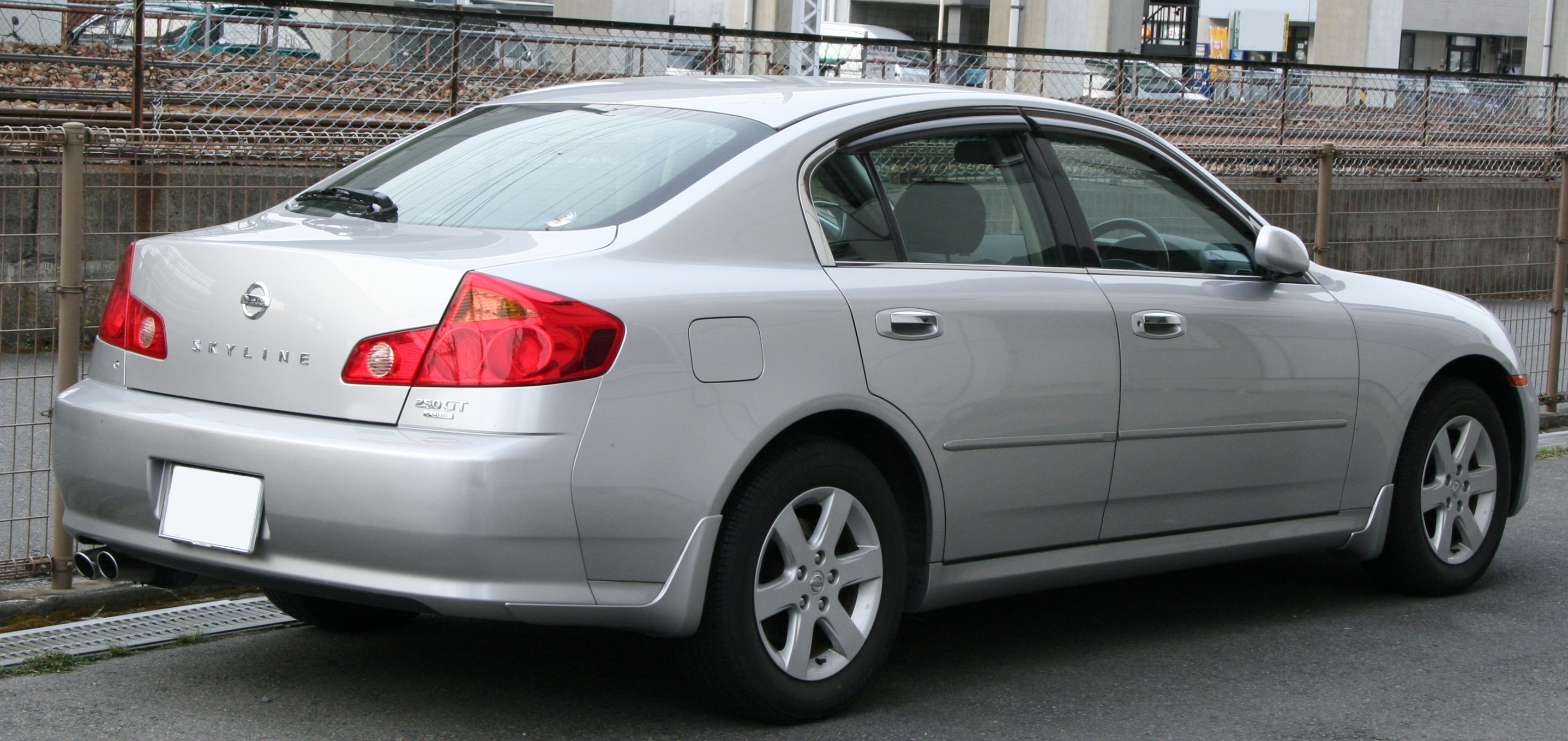
Heckansicht
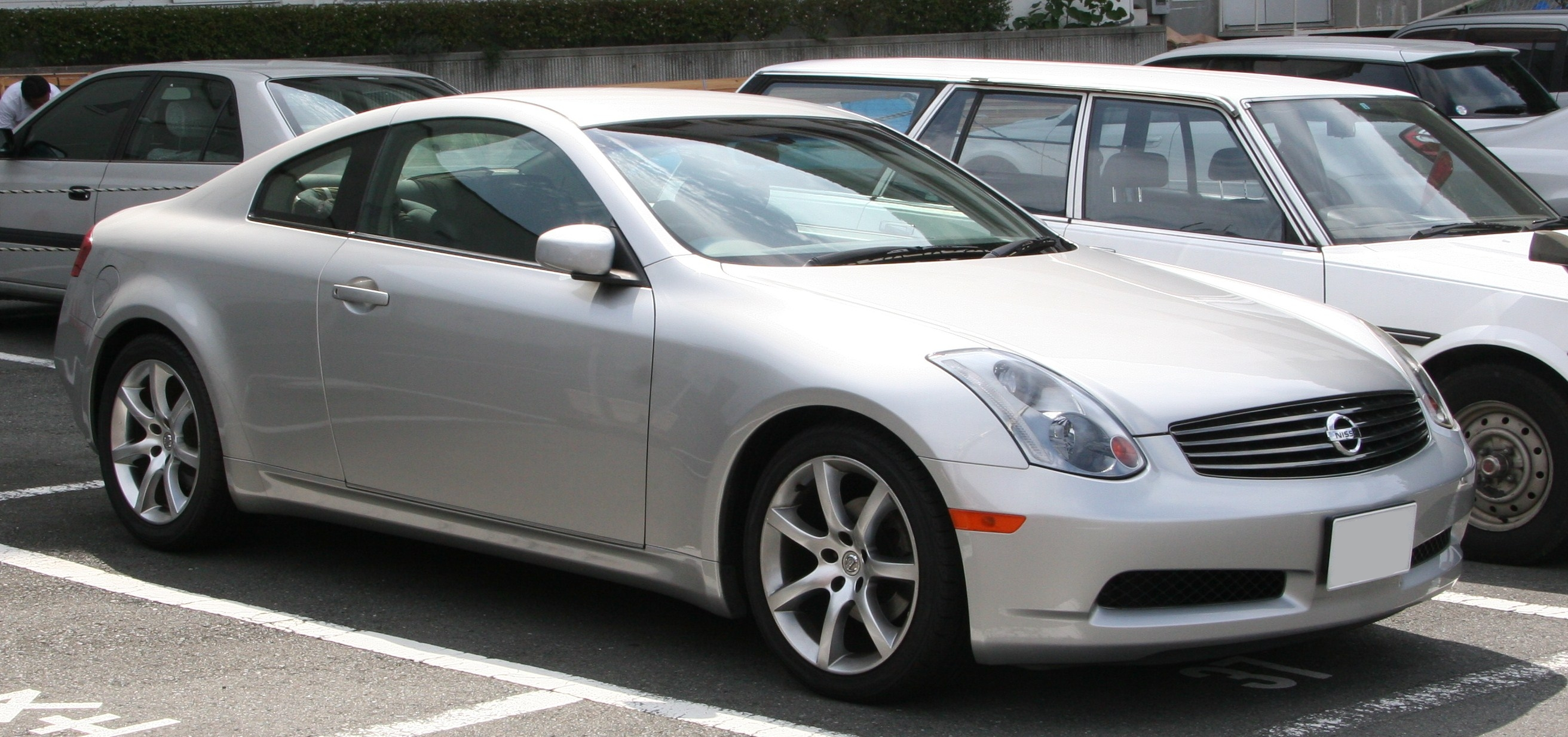
Nissan Skyline Coupé
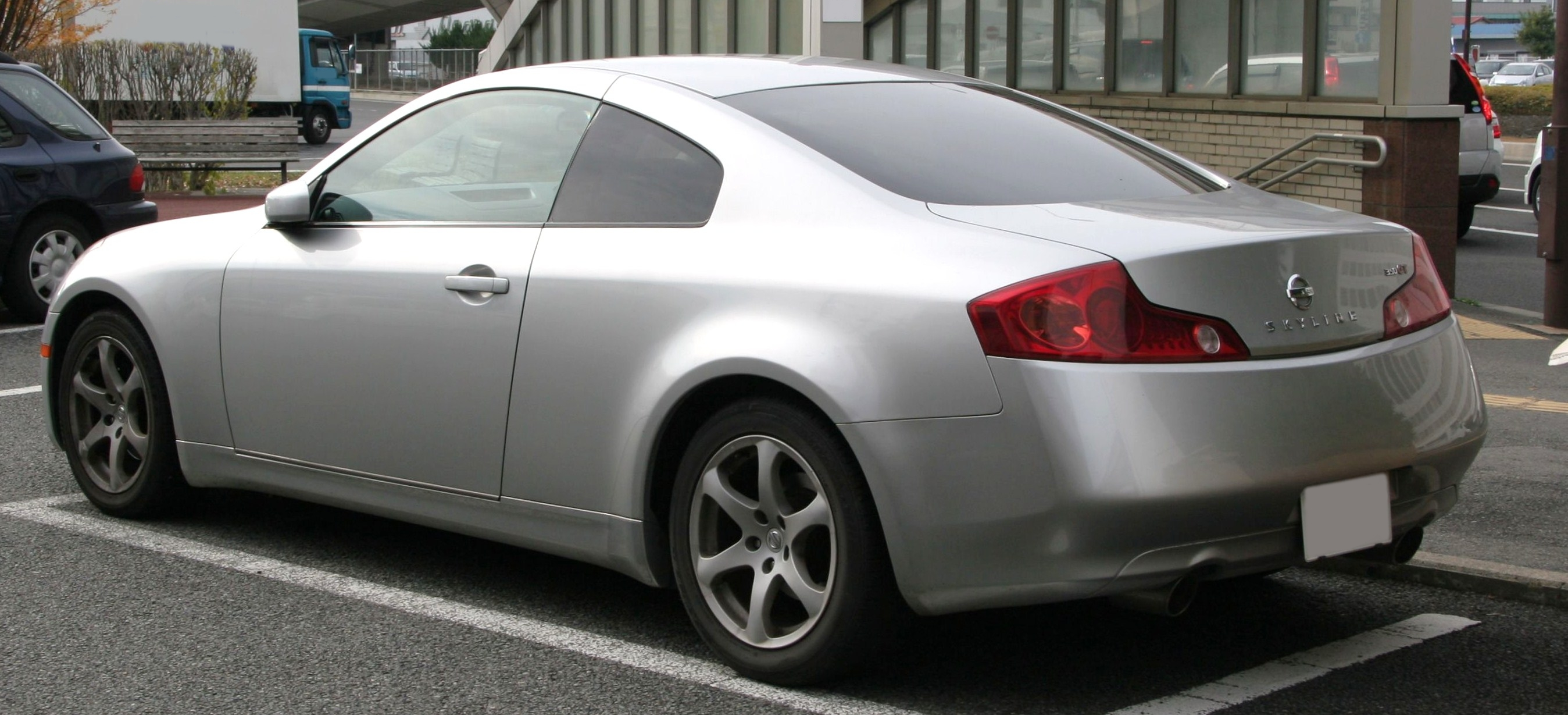
Heckansicht

#### Infiniti G35
In den USA wurde der Skyline 350 GT unter dem Namen Infiniti G35 als Linkslenker verkauft, wo er den Infiniti G20 ersetzte.

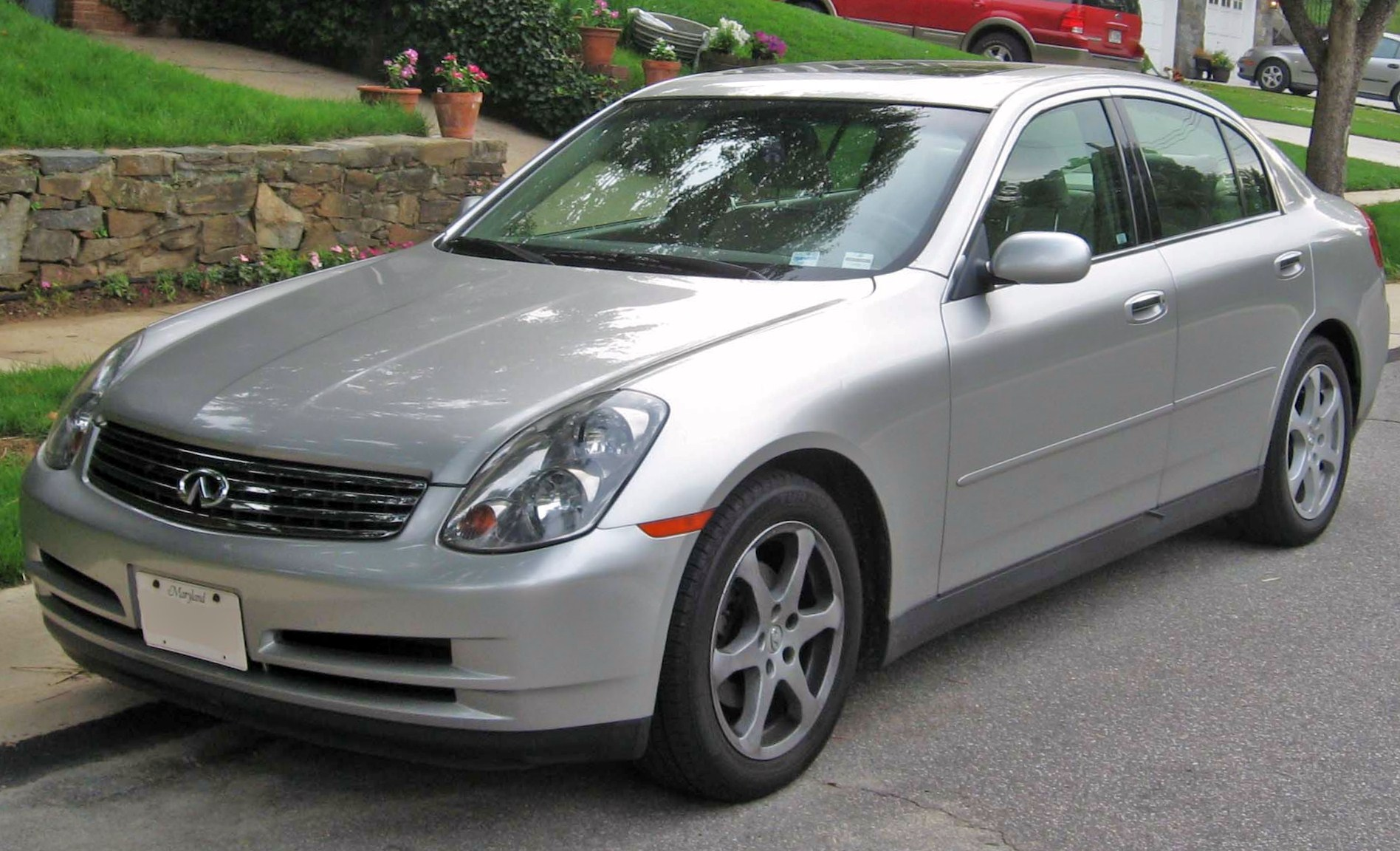
Infiniti G35
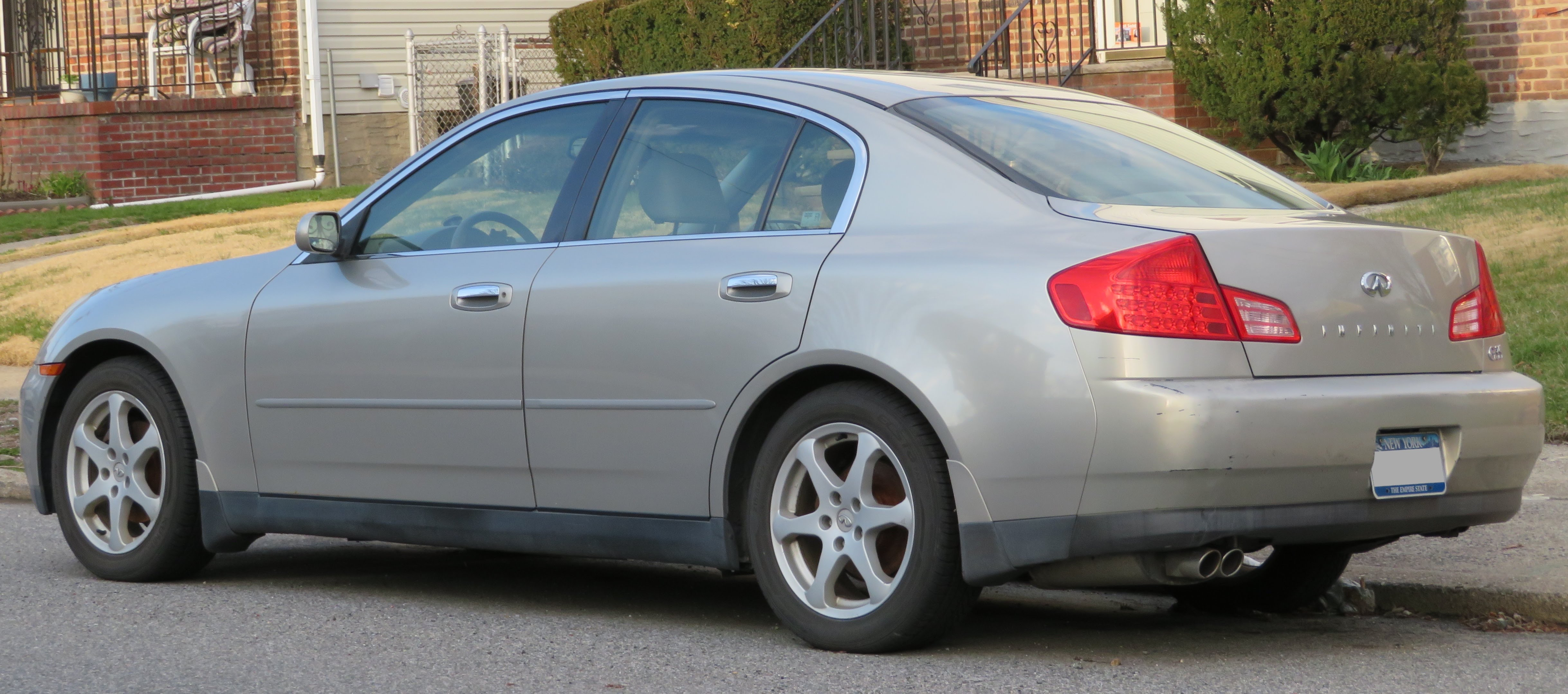
Heckansicht
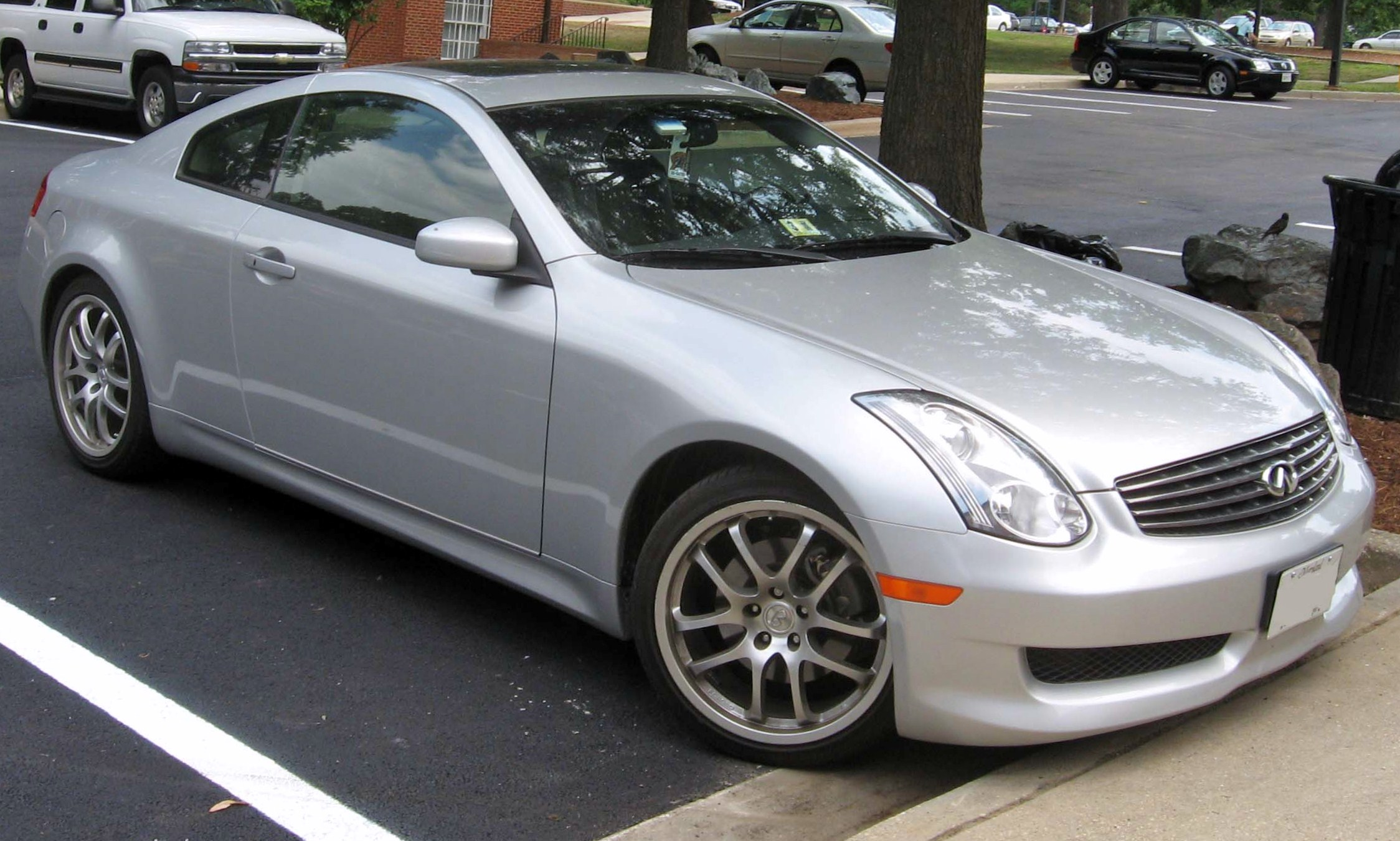
Infiniti G35 Coupé
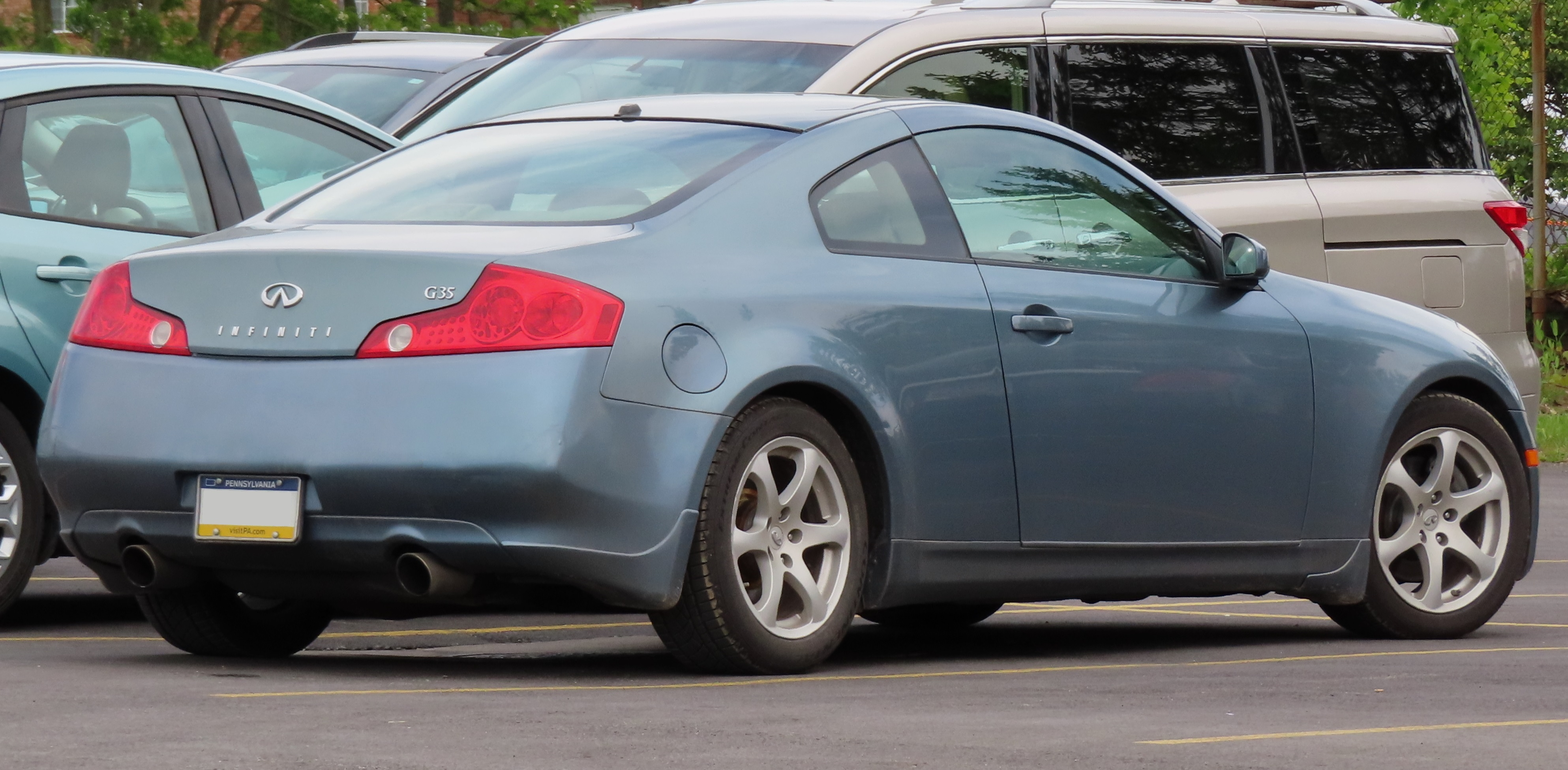
Heckansicht

#### Technische Daten
| Nissan Skyline:                            | 2.5                                                                 | 3.0                                                                 | 350 GT                                                              |
| ------------------------------------------ | ------------------------------------------------------------------- | ------------------------------------------------------------------- | ------------------------------------------------------------------- |
| Motor:                                     | 6-Zylinder-V-Motor (Viertakt), Gabelwinkel 60°                      | 6-Zylinder-V-Motor (Viertakt), Gabelwinkel 60°                      | 6-Zylinder-V-Motor (Viertakt), Gabelwinkel 60°                      |
| Motortyp:                                  | VQ25DD Neo-Di                                                       | VQ30DD Neo-Di                                                       | VQ35DE                                                              |
| Hubraum:                                   | 2495 cm³                                                            | 2987 cm³                                                            | 3498 cm³                                                            |
| Bohrung × Hub:                             | 85 × 73,3 mm                                                        | 93 × 73,3 mm                                                        | 95,5 × 81,4 mm                                                      |
| Leistung bei 1/min:                        | 158 kW (215 PS) bei 6400                                            | 191 kW (260 PS) bei 6400                                            | 206 kW (280 PS) bei 6200                                            |
| Max. Drehmoment bei 1/min:                 | 270 Nm bei 4400                                                     | 324 Nm bei 4800                                                     | 363 Nm bei 4800                                                     |
| Verdichtung:                               | 11:1                                                                | 11:1                                                                | 10:1                                                                |
| Gemischaufbereitung:                       | elektronische Direkteinspritzung                                    | elektronische Direkteinspritzung                                    | Elektr. Einspritzung                                                |
| Ventilsteuerung:                           | DOHC, Zahnriemen, 4 Ventile pro Zylinder                            | DOHC, Zahnriemen, 4 Ventile pro Zylinder                            | DOHC, Zahnriemen, 4 Ventile pro Zylinder                            |
| Kühlung:                                   | Wasserkühlung                                                       | Wasserkühlung                                                       | Wasserkühlung                                                       |
| Getriebe:                                  | Vier- oder Fünfgangautomatik Hinterradantrieb, a. W. Allradantrieb  | Fünfgangautomatik Hinterradantrieb                                  | 6-Gang-Getriebe a. W. Fünfgang-Automatik Hinterradantrieb           |
| Radaufhängung vorn:                        | Quer- und Längslenker unten, Dreiecklenker oben, Schraubenfedern    | Quer- und Längslenker unten, Dreiecklenker oben, Schraubenfedern    | Quer- und Längslenker unten, Dreiecklenker oben, Schraubenfedern    |
| Radaufhängung hinten:                      | Querlenker oben, Dreiecklenker unten, Druckstreben, Schraubenfedern | Querlenker oben, Dreiecklenker unten, Druckstreben, Schraubenfedern | Querlenker oben, Dreiecklenker unten, Druckstreben, Schraubenfedern |
| Bremsen:                                   | innenbelüftete Scheibenbremsen rundum, Bremskraftverstärker, ABS    | innenbelüftete Scheibenbremsen rundum, Bremskraftverstärker, ABS    | innenbelüftete Scheibenbremsen rundum, Bremskraftverstärker, ABS    |
| Lenkung:                                   | Zahnstangenlenkung, servounterstützt                                | Zahnstangenlenkung, servounterstützt                                | Zahnstangenlenkung, servounterstützt                                |
| Karosserie:                                | Stahlblech, selbsttragend                                           | Stahlblech, selbsttragend                                           | Stahlblech, selbsttragend                                           |
| Spurweite vorn/hinten:                     | 1510/1515 mm                                                        | 1500/1505 mm                                                        | 1535/1540 mm                                                        |
| Radstand:                                  | 2850 mm                                                             | 2850 mm                                                             | 2850 mm                                                             |
| Abmessungen:                               | 4675 × 1750 × 1470 mm                                               | 4675 × 1750 × 1470 mm                                               | 4675 × 1750 × 1470 mm                                               |
| Leergewicht:                               | 1450 kg                                                             | 1490 kg                                                             | 1530 kg                                                             |
| Höchstgeschwindigkeit (Redaktionsangaben): | ca. 220 km/h                                                        | ca. 230 km/h                                                        | ca. 240 km/h                                                        |
| 0–100 km/h:                                | n. a.                                                               | n. a.                                                               | n. a.                                                               |
| Verbrauch (Liter/100 Kilometer):           | 8,3–9,8 S                                                           | 8,6 S                                                               | 10,7–11,6 S                                                         |

### Typ V36
Im November 2006 wurde der Nachfolger des V35 als Limousine und Coupé vorgestellt. Dieses Fahrzeug gibt es außerdem nur mit 2,5- und 3,5-Liter-Motor. Es wurde bis 2009 nur in Japan und den USA (Infiniti) verkauft. 2010 wurden die Modelle als Infiniti G35 bzw. G37 in Europa eingeführt. Anfang 2007 wurde das neue Skyline-370GT-Coupé, das auch als Infiniti G37 verkauft wird, vorgestellt. Der V6-Motor hat einen Hubraum von 3696 cm³, sowie die Leistung von 248 kW/330 PS und erfüllt die EURO-4-Abgasnorm.

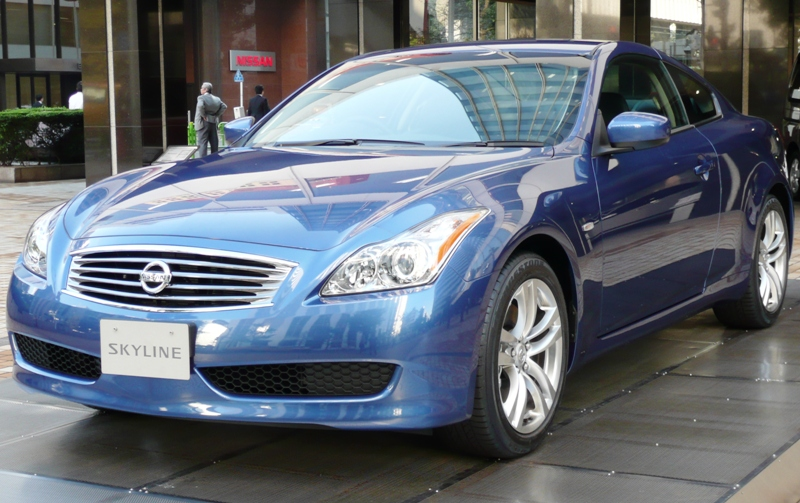
Nissan Skyline V36 Coupé

In Deutschland wird der V36 als G37, G37x (AWD), G37 GT, G37x GT (AWD), G37S (Sport) als Limousine oder Coupé angeboten. Ebenfalls soll ein Cabrio angeboten werden. Es gibt nur einen Motor zu Auswahl, den 3,7-Liter-V6 (VQ37) mit Sechs-Gang-Schaltung oder Sieben-Gang-Automatikschaltung, der 235 kW/320 PS leistet. Die Höchstgeschwindigkeit liegt bei 250 km/h (abgeregelt). Der Motor erfüllt laut Hersteller die Abgasnorm EURO-5.

#### Technische Daten (V35/V36)
| Nissan Skyline:                               | V35 250                                                              | V35 300                                                              | V35 350                                                              | V36 250                                                              | V36 350                                                              |
| --------------------------------------------- | -------------------------------------------------------------------- | -------------------------------------------------------------------- | -------------------------------------------------------------------- | -------------------------------------------------------------------- | -------------------------------------------------------------------- |
| Motor:                                        | 6-Zylinder-V-Motor (Viertakt)                                        | 6-Zylinder-V-Motor (Viertakt)                                        | 6-Zylinder-V-Motor (Viertakt)                                        | 6-Zylinder-V-Motor (Viertakt)                                        | 6-Zylinder-V-Motor (Viertakt)                                        |
| Hubraum:                                      | 2495 cm³                                                             | 2987 cm³                                                             | 3498 cm³                                                             | 2495 cm³                                                             | 3498 cm³                                                             |
| Motortyp:                                     | VQ25DD                                                               | n. a.                                                                | VQ35DE                                                               | VQ25HR                                                               | VQ35HR                                                               |
| Bohrung × Hub:                                | 85 × 73,3 mm                                                         | 93 × 73,3 mm                                                         | 95,5 × 81,4 mm                                                       | 85 × 73,3 mm                                                         | 95,5 × 81,4 mm                                                       |
| Leistung bei 1/min:                           | 158 kW (215 PS) bei 6400                                             | 194 kW (260 PS) bei 6400                                             | 200–206 kW (272–280 PS) bei 6000                                     | 165 kW (225 PS) bei 6800                                             | 232 kW (315 PS) bei 6800                                             |
| Max. Drehmoment bei 1/min:                    | 270 Nm bei 4400                                                      | 324 Nm bei 4800                                                      | 353–363 Nm bei 4800                                                  | 263 Nm bei 4800                                                      | 358 Nm bei 4800                                                      |
| Verdichtung:                                  | 11:1                                                                 | 11:1                                                                 | 10,5:1                                                               | 10,3:1                                                               | 10,5:1                                                               |
| Gemischaufbereitung:                          | Elektronische Einspritzung                                           | Elektronische Einspritzung                                           | Elektronische Einspritzung                                           | Elektronische Einspritzung                                           | Elektronische Einspritzung                                           |
| Ventilsteuerung:                              | DOHC, Zahnriemen, 4 Ventile pro Zylinder                             | DOHC, Zahnriemen, 4 Ventile pro Zylinder                             | DOHC, Zahnriemen, 4 Ventile pro Zylinder                             | DOHC, Zahnriemen, 4 Ventile pro Zylinder                             | DOHC, Zahnriemen, 4 Ventile pro Zylinder                             |
| Kühlung:                                      | Wasserkühlung                                                        | Wasserkühlung                                                        | Wasserkühlung                                                        | Wasserkühlung                                                        | Wasserkühlung                                                        |
| Getriebe:                                     | 5-Gang-Automatik Hinterradantrieb, 250 a. W. mit Allradantrieb       | 5-Gang-Automatik Hinterradantrieb, 250 a. W. mit Allradantrieb       | 5-Gang-Automatik Hinterradantrieb, 250 a. W. mit Allradantrieb       | 5-Gang-Automatik Hinterradantrieb, 250 a. W. mit Allradantrieb       | 5-Gang-Automatik Hinterradantrieb, 250 a. W. mit Allradantrieb       |
| Radaufhängung vorn:                           | Mehrlenkerachse, Schraubenfedern                                     | Mehrlenkerachse, Schraubenfedern                                     | Mehrlenkerachse, Schraubenfedern                                     | Mehrlenkerachse, Schraubenfedern                                     | Mehrlenkerachse, Schraubenfedern                                     |
| Radaufhängung hinten:                         | Mehrlenkerachse, Schraubenfedern                                     | Mehrlenkerachse, Schraubenfedern                                     | Mehrlenkerachse, Schraubenfedern                                     | Mehrlenkerachse, Schraubenfedern                                     | Mehrlenkerachse, Schraubenfedern                                     |
| Bremsen:                                      | Scheibenbremsen rundum, Bremskraftverstärker                         | Scheibenbremsen rundum, Bremskraftverstärker                         | Scheibenbremsen rundum, Bremskraftverstärker                         | Scheibenbremsen rundum, Bremskraftverstärker                         | Scheibenbremsen rundum, Bremskraftverstärker                         |
| Lenkung:                                      | Zahnstangenlenkung, servounterstützt a. W. Allradlenkung Super-Hicas | Zahnstangenlenkung, servounterstützt a. W. Allradlenkung Super-Hicas | Zahnstangenlenkung, servounterstützt a. W. Allradlenkung Super-Hicas | Zahnstangenlenkung, servounterstützt a. W. Allradlenkung Super-Hicas | Zahnstangenlenkung, servounterstützt a. W. Allradlenkung Super-Hicas |
| Karosserie:                                   | Stahlblech, selbsttragend                                            | Stahlblech, selbsttragend                                            | Stahlblech, selbsttragend                                            | Stahlblech, selbsttragend                                            | Stahlblech, selbsttragend                                            |
| Spurweite vorn/hinten:                        | 1500–1535/1505–1540 mm                                               | 1500–1535/1505–1540 mm                                               | 1500–1535/1505–1540 mm                                               | 1520/1530 mm                                                         | 1520/1530 mm                                                         |
| Radstand:                                     | 2850 mm                                                              | 2850 mm                                                              | 2850 mm                                                              | 2850 mm                                                              | 2850 mm                                                              |
| Abmessungen:                                  | 4640–4750 × 1750–1815 × 1395–1470 mm                                 | 4640–4750 × 1750–1815 × 1395–1470 mm                                 | 4640–4750 × 1750–1815 × 1395–1470 mm                                 | 4755 × 1770 × 1450–1465 mm                                           | 4755 × 1770 × 1450–1465 mm                                           |
| Leergewicht:                                  | 1480–1600 kg                                                         | 1490 kg                                                              | 1520–1580 kg                                                         | 1590–1600 kg                                                         | 1580–1670 kg                                                         |
| Höchstgeschwindigkeit:                        | 160 bis 170 km/h                                                     | 160 bis 170 km/h                                                     | 160 bis 170 km/h                                                     | 160 bis 170 km/h                                                     | 160 bis 170 km/h                                                     |
| 0–100 km/h:                                   | nicht angegeben                                                      | nicht angegeben                                                      | nicht angegeben                                                      | nicht angegeben                                                      | nicht angegeben                                                      |
| Verbrauch (Liter/100 Kilometer, jap. Zyklus): | 8,3–9,8 S                                                            | n. a.                                                                | 10,7–11,6 S                                                          | 9,0–10,0 S                                                           | 10,8 S                                                               |
| Preis:                                        | n. a.                                                                | n. a.                                                                | n. a.                                                                | ¥ 2,793–3,696 Mio. (2008) entspricht € 18.150–24.000                 | ¥ 3,486–3,906 Mio. (2008) entspricht € 22.700–25.400                 |

### Typ V37

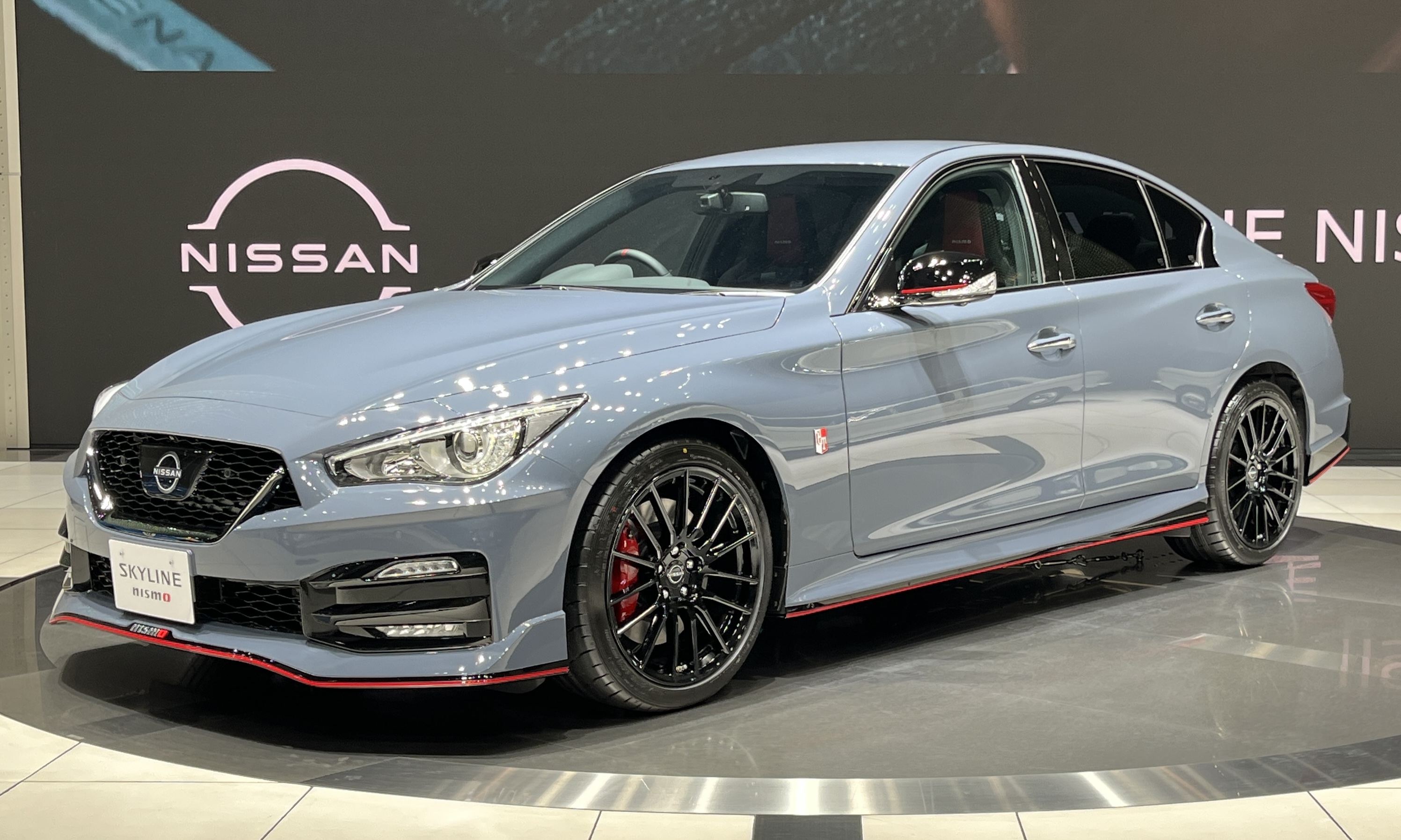
Nissan Skyline Nismo (seit 2023)

2014 wurde die Limousine des Typs V37 auf Basis des Infiniti Q50 vorgestellt. Gegenüber diesem verzichtet sie auf den Dieselmotor. Im Dezember 2017 erhielt der V37 ein Facelift. Im August 2023 wurde das auf 1000 Exemplare limitierte Sondermodell Nismo mit 309 kW (420 PS) vorgestellt.

### Nissan GT-R (R35)

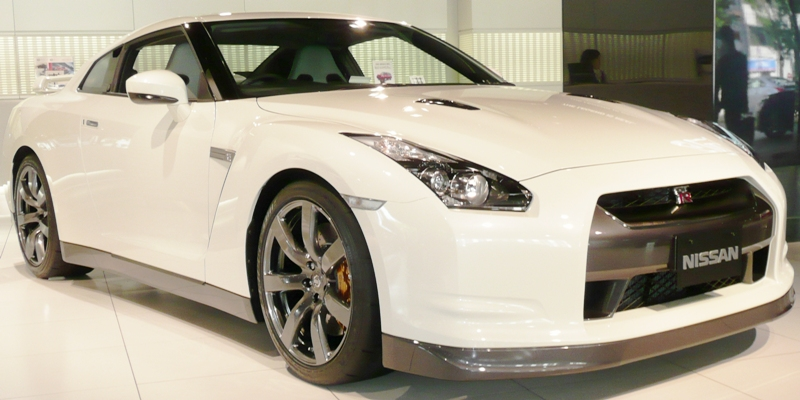
Der Nissan GT-R

Der Nachfolger des Nissan Skyline GT-R (R34) ist der seit 2008 produzierte Nissan GT-R. Der Name Skyline wird von Nissan ab dem Modell R35 nicht mehr geführt. Dem Serien-GT-R gingen eine Ende 2001 auf dem Autosalon von Tokyo gezeigte Studie gleichen Namens und Ende 2005 ein Prototyp voraus. Im Gegensatz zu seinen Vorgängern wird der GT-R erstmals nicht mehr nur in einzelnen Märkten wie Japan und Großbritannien vermarktet, sondern auch in Ländern mit Linkslenkung. Der Wagen feierte seine Premiere auf der Tokio Motor Show 2007. Der Nachfolger des Skyline GT-R (R34) ist kein Abkömmling der Skyline-Baureihe mehr, sondern ein eigenständiges Modell innerhalb der Nissan-Produktpalette. Wie seine Vorgängermodelle hat der GT-R Allradantrieb, allerdings mit neuer, patentierter Technik. Der alte RB26DETT wurde durch den VR38DETT ersetzt, einen Motor mit Biturbo-Aufladung und 3,81 Liter Hubraum, der eine Leistung von 357 kW (485 PS) erzeugt. Leistungssteigerungen (jenseits der 500 PS) sind auch hier kein Problem.

## Allradantrieb/HICAS
Der Nissan Skyline (GT-R-Modelle) hat den ATTESA-ETS (Advanced Total Traction Engineering System for All – Electronic Torque Split) genannten Allradantrieb und die mitlenkende Hinterachse HICAS beziehungsweise Super-HICAS, um die frontlastige Gewichtsverteilung (57:43) und das damit verbundene Untersteuern auszugleichen.
Das ATTESA-System wurde schon in den Vorgängern (BNR-32/BCNR-33) des aktuellen Skyline GT-R (BNR-34) verwendet und ist in seiner neuesten Ausführung gründlich überarbeitet worden, was aber nichts am Grundprinzip ändert, es funktioniert ähnlich wie ein ESP.
Während ESP die Räder einbremst, verteilt das ATTESA-System über zwei A-LSD* genannte Differentiale die Kraft elektronisch/hydraulisch bei Bedarf auf alle vier Räder (normal 100 % hinten, bei Schlupf variabel). Ferner kann das System die beiden hinteren Räder einzeln ansprechen, um den Wagen in einen kontrollierten übersteuernden Fahrzustand zu bringen. Auf diesem Wege wird dem GT-R in langen schnellen Kurven die Untersteuertendenz genommen.

## Filme
- Jackie Chan: Thunderbolt (1995) – Showdown mit 1000 PS: Nissan Skyline R32 GTR V-spec
- The Nissan Skyline Story (DVD) Sprache: Englisch (Hauptinteresse des Videos ist der GTR)
- The Fast and the Furious: Nissan Skyline R33 GT-R
- 2Fast 2Furious: Nissan Skyline R34 GT-R
- The Fast and the Furious: Tokyo Drift: diverse Nissan Skyline
- Fast & Furious – Neues Modell. Originalteile.: Nissan Skyline R34 GT-T mit Nismo-Bodykit und GTR-Motor
- Fast & Furious Five: Nissan 2000-GTR und Nissan GT-R
- Fast & Furious 6: Nissan GT-R
- Fast & Furious 7: Nissan GT-R
- Elysium: Nissan GT-R
- Fast & Furious 9: Nissan Skyline R34 GT-R

## Anime
- Detektiv Conan – Wataru Takagi fährt einen Nissan Skyline R33
- Initial D – Einige Gegner Takumis fahren Skylines
- Death Note – Einige Polizeiwagen sind Nissan Skyline R34 GT-R
- Wangan Midnight – Viele Gegner Akios fahren Skylines